# Карлов университет
Ка́рлов университе́т в Праге (чеш. Univerzita Karlova v Praze, лат. Universitas Carolina, нем. Karls-Universität Prag; также часто упоминается как Пражский университет) — главный университет Чехии, старейший университет Центральной и Восточной Европы и один из старейших классических университетов мира, был основан королём Богемии Карлом IV Люксембургом в 1348 году. Предметы преподаются на чешском и английском языках.
На 2023 год в университете учились более 52 тыс. студентов, из которых около одиннадцати тысяч — иностранцы, причём больше всего выходцев из Словакии, Греции и Великобритании.
Университет сотрудничает со многими высшими учебными заведениями Америки, Европы и Азии, в том числе с 23 — в США, 19 — в Германии и 11 — во Франции. Также университет входит в ассоциацию главных европейских вузов вместе с Оксфордом, Сорбонной, Мюнхенским университетом, Университетом Женевы и др. На его факультетах читают лекции преподаватели ведущих университетов мира.
В настоящее время в так называемом «Шанхайском рейтинге» лучших вузов мира университет входит в третью сотню (по состоянию на 2017 год), а среди чешских учебных заведений занимает первое место. Также в 2012 году вуз впервые вошёл в рейтинги двухсот лучших в области математики и физики, а в 2016 году — в двести лучших медицинских высших школ мира.
На посту ректора с 2022 года находится Милена Краличкова.

## История

### Основание
Благоприятные условия для создания университета начали складываться в Праге в конце XIII века. Некоторые монашеские ордены, в том числе августинцы и доминиканцы, к тому времени уже осуществляли самостоятельную учебную деятельность. В хрониках XIII—XIV веков сохранились записи о десятках учебных заведений при храмах, костёлах и некоторых монастырях (при этом все они не имели статуса университета). Для получения научной степени пражским студентам приходилось ехать за границу, что расценивалось (особенно церковью) как значительный недостаток. Король Вацлав II размышлял о преобразовании влиятельной школы при соборе св. Вита в университет («studium generale»), но его попытке в 1294 году воспрепятствовала чешская аристократия, боявшаяся роста влияния церкви, как исключительного центра образования.

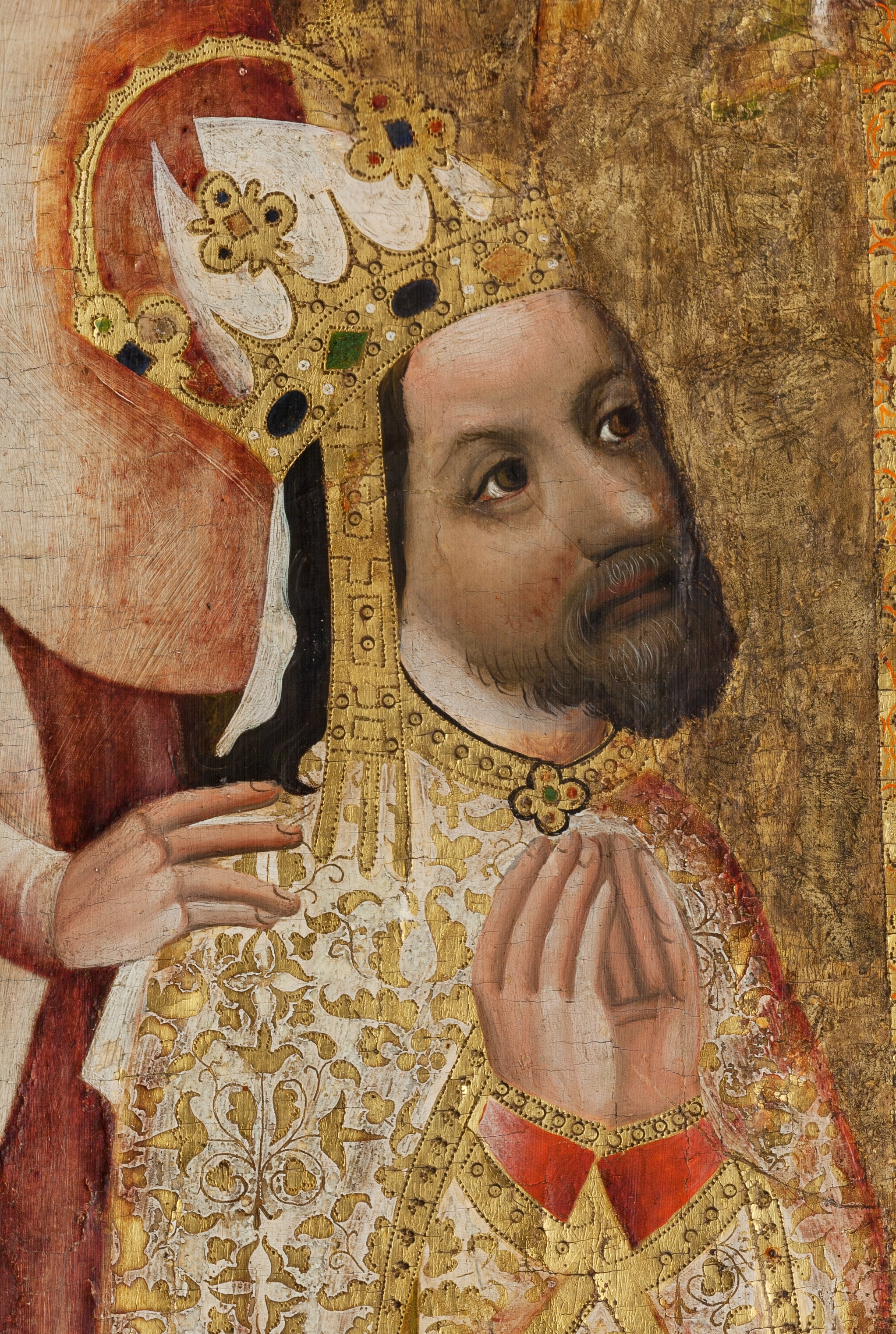
Основатель университета, король Богемии и император Священной Римской империи Карл IV

Одной из причин, сделавшей возможной возникновение в Праге высшей школы (лат. universitas), стало преобразование в 1344 году пражского епископства в архиепископство. Богемия полностью перестала церковно зависеть от германских земель, первым архиепископом стал Арношт. Возможно, именно ему принадлежала идея создания университета.
В 1346 году начал своё правление император Карл IV. К тому времени ему исполнился тридцать один год, начальное образование он получил во Франции, причём грамотность и начитанность Карла значительно превосходила большинство европейских монархов, являясь скорее исключительной, чем типичной для того времени. Нет достоверных подтверждений, но, вероятно, юный Карл посещал лекции в Сорбонне и был знаком с её структурой. Впоследствии именно Сорбонна стала примером для нового университета, в отличие от так называемых «университетов болонского типа».
Первым этапом в становлении университета можно считать буллу, полученную Карлом IV в 1347 году в Авиньоне от папы римского Климента VI, которая разрешала создание в Праге высшего учебного заведения с возможностью преподавания любых наук. Таким образом, в Пражском университете было создано четыре факультета: факультет права, факультет свободных искусств, медицинский, а также достаточно редкий теологический. Это позволило охватить весь спектр официальной средневековой науки. С точки зрения римского духовенства, новый университет должен был способствовать не только усилению значимости Праги среди европейских городов, но и усилению роли Христианской церкви во всём Богемском королевстве.
Законодательно создание высшей школы было закреплено Карлом IV указом от 7 апреля 1348 года, что является официальной датой основания Карлова университета. Сам указ был почти дословным пересказом аналогичного указа, составленного для основывавшегося Неаполитанского университета Пьетрой делла Виньей. Архиепископом Арноштом был введён специальный налог для духовенства, на доходы от которого приобреталось первое университетское имущество, и жили преподаватели. Для проведения учебных занятий император впоследствии выкупил несколько зданий в квартале Старе-Место, получивших по его имени название «Каролинум». Однако места всё равно не хватало и лекции проводились в соборах и монастырях. Учителям (носившим титулы доктора или магистра) и всем студентам от короля была гарантирована охрана во время учёбы.
Третьим и последним документом, положившим начало университету, стал «Айзенахский диплом» (чеш. Eisenašský diplom), составленный Карлом 14 января 1349 года в Айзенахе. В нём кроме гарантированных академических свобод устанавливалось освобождение от налогов, распространявшееся не только на студентов и преподавателей, но и всех прочих, участвовавших в работе университета. Этот диплом был подписан Карлом как императором Священной Римской империи, но в главной степени был направлен именно на подданных Чешского королевства.
В 1350 году в нюрнбергской ювелирной мастерской была изготовлена печать университета, до сих пор являющаяся его официальной эмблемой. Это круглая серебряная дощечка, около шести сантиметров в диаметре. На ней изображён Карл IV, стоящий на коленях перед Святым Вацлавем, передающий ему указ об основании университета. Таким образом, университет как бы передаётся под охрану и попечение главного чешского святого.

### Начало работы
Изначально университет не имел собственных помещений, а студенты жили совместно с профессорами. С 1347 года занятия начали проводиться в помещениях пражских монастырей и собора Святого Вита. Профессора набирались из уже существовавших низших школ Праги или приглашались из-за границы. Первый выпускник получил свой диплом в 1359 году. Постепенно во второй половине XIV века начали создаваться общежития, первое из которых (Каролинум) было заложено в 1366 году. Средневековые общежития предоставляли студентам и преподавателям полное обеспечение, одним из условий проживания был обязательный обет безбрачия, отменённый лишь в начале XVII века.

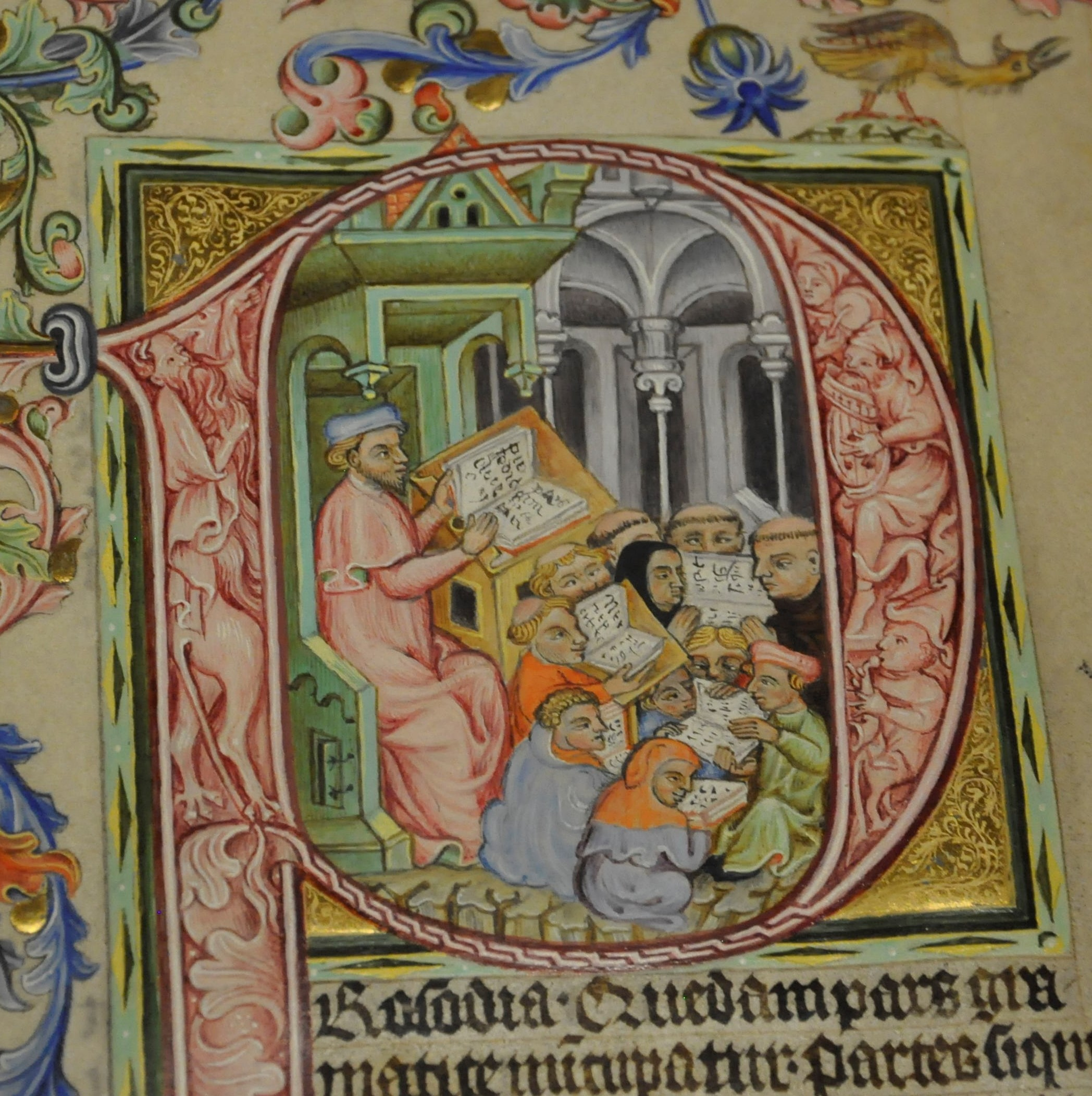
Средневековый класс на рисунке в рукописной книге, Богемия, XIV век

Наибольшей популярностью в то время пользовался факультет свободных искусств, символом которого стал глобус. Предметы там подразделялись на две ветви: artes formales, куда входили грамматика, риторика и диалектика, и artes reales — арифметика, геометрия, астрономия и музыка. Таким образом, факультет давал разносторонние знания по многим областям жизни. Было обычной практикой, когда будущие студенты права, медицины и теологии сначала учились на этом факультете, а потом поступали на свой.
В отличие от всех прочих «высших» факультетов, на факультете свободных искусств были достаточно демократичные условия принятия: возраст от 14 лет (совершеннолетие по законам того времени) и оплата учебного налога. Обычно также предполагалось минимальное знание латыни, как языка учёбы, умение читать и считать, — умение писать не требовалось. Поэтому на этот факультет поступало много юношей, окончивших только начальные латинские училища (что по объёму знаний гораздо меньше современных школ). Обучение на факультете длилось четыре или пять лет, что было также меньше остальных факультетов. После получения титула бывшие студенты должны были в течение двух лет преподавать и помогать в учёбе другим студентам, поэтому некоторым профессорам не было даже двадцати лет.
Факультет права символизировали весы. Учебный процесс строился на основе программ Болонского и Падуанского университетов, по итальянской традиции декан избирался из числа студентов. При этом факультет всегда был задействован в управлении университетом: в случае, если ректором выбирали представителя «артистического» факультета, проректором назначался представитель факультета права и наоборот.
Символом медицинского факультета стал пеликан. В первое время это был самый непопулярный факультет. Его профессора часто выполняли функции придворных врачей. Учёба на последнем и самом престижном, теологическом факультете состояла из двух частей по шесть лет каждая. Докторская степень, получение которой требовало ещё несколько лет учёбы, была большой редкостью. Символом факультета стал голубь (Святой Дух).

### Первые ректоры и деканы
За долгую историю университета большинство его традиций менялось или заменялось новыми, но одна неизменно существует и по сей день — во главе университета всегда стоит ректор. С момента основания и начала занятий прошло несколько лет, прежде чем в 1356 году академический сенат выбрал первого ректора.

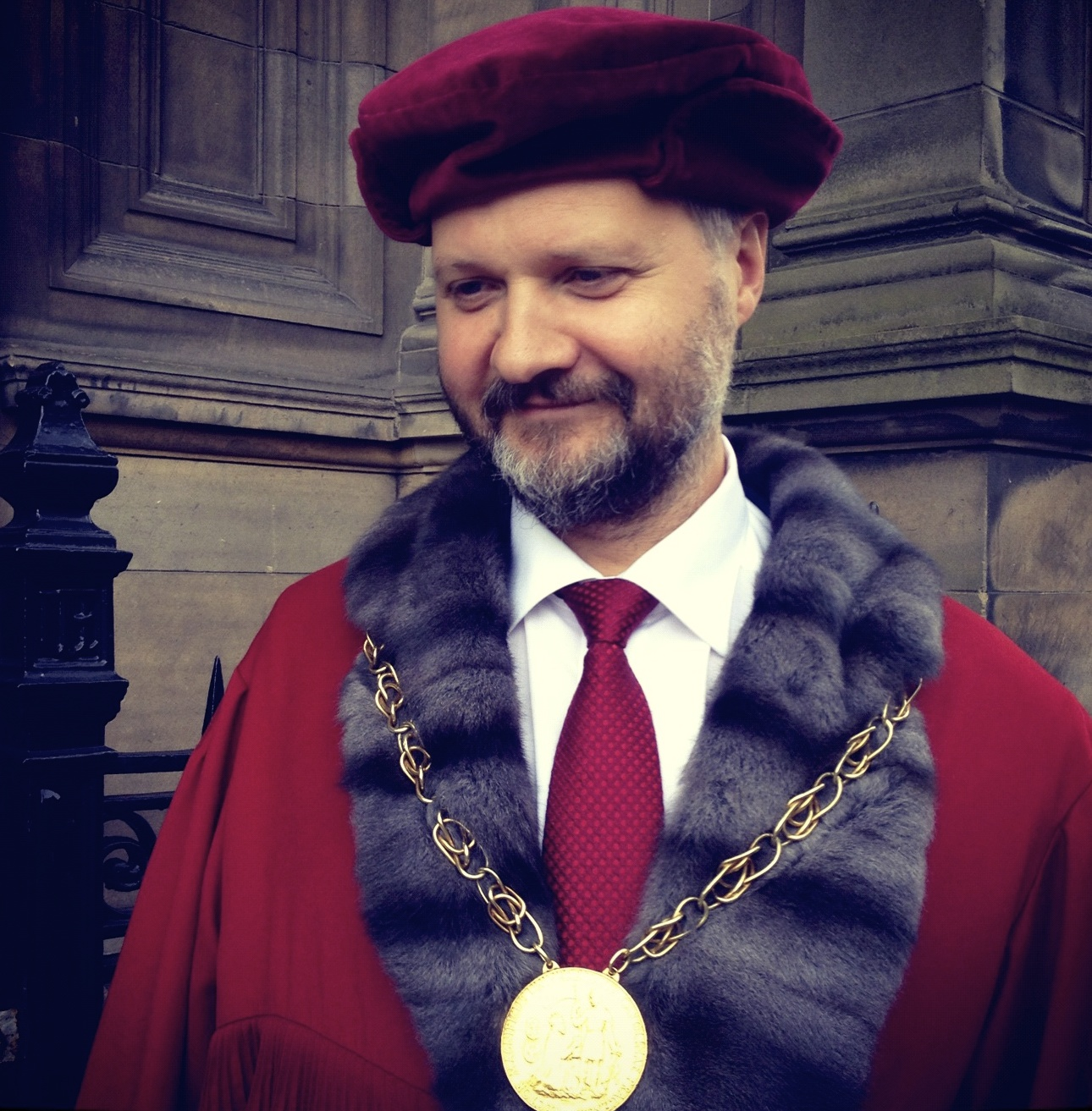
Ректор Вацлав Гампл (2006—2014) в классической ректорской мантии

Латинское слово лат. rektor, среди других значений, переводится как «правитель, руководитель», что достаточно чётко описывает эту должность. Ректор является представителем университета, созывает собрания и советы, ему в начале учёбы присягают студенты (всех ступеней обучения). Также ректор следил за соблюдением установленных университетских правил и руководил распределением финансирования. Созданный в 1347 году университетский суд подчинялся ректору и служил альтернативой городскому суду: дела всех причастных к работе университета подданных королевства разбирались именно в университетском суде, решением которого могли быть различные наказания, в том числе и тюремное заключение. Полная независимость от королевского суда была установлена указом короля в 1397 году.
Изначально ректор избирался на год, потом на полгода (в настоящий момент этот срок составляет четыре года). В начале XV века при ректоре работало два совета: малый из восьми человек и большой из шестнадцати. Кроме того в 1405 году Папа Римский предоставил право ректорам Пражского университета выступать в роли секретаря церкви в случае, если архиепископский престол никем не занят. Это сыграло значительную роль во время грядущей Гуситской революции, когда католическая церковь на территории Чехии жёстко притеснялась.
Прошло ещё некоторое время, и факультеты почувствовали необходимость иметь своего представителя в органах управления университетом. Таким представителем стал декан лат. dekanus, что дословно на латыни означает «начальствующий на десятью людьми». Деканы в иерархии стояли ниже ректора, но прямо ему не подчинялись. Деканы на своих факультетах контролировали экзамены, проводили выпускные церемонии. Самый старый из дошедших до нас магистерских дипломов датирован 12 января 1359 года.

### Конфликт двух Пап и Кутногорский декрет
В XIV веке учёба в университете проходила в основном на лекциях и семинарах. Студенты читали и конспектировали труды признанных учёных и писателей Древного мира и средневековья. Большое внимание уделялось ораторскому искусству и умению устно выражать свои мысли. Свои идеи студенты и преподаватели выражали на диспутах, где встречались и не особо запрещались даже темы, которые Инквизиция того времени могла счесть ересью. Присутствие на подобных диспутах было обязательно для бакалавров и магистров.
Длительность обучения на разных факультетах отличалась. Большое внимание также уделялось выпускным церемониям (выдаче дипломов об окончании обучения), на которых помимо серьёзной составляющей могли звучать и шутки, и розыгрыши.
По французскому примеру в университете сформировалось четыре национальных блока: жители Чехии и Моравии, говорившие на чешском, жители Силезии и польских городов, говорившие преимущественно по-немецки, немецкоговорящие саксонцы, к которым примыкали также англичане и скандинавы, и, наконец, баварцы из земель на юг от Рейна и австрийцы с юго-запада Европы. Каждая группа имело равное право голоса в академическом сенате.

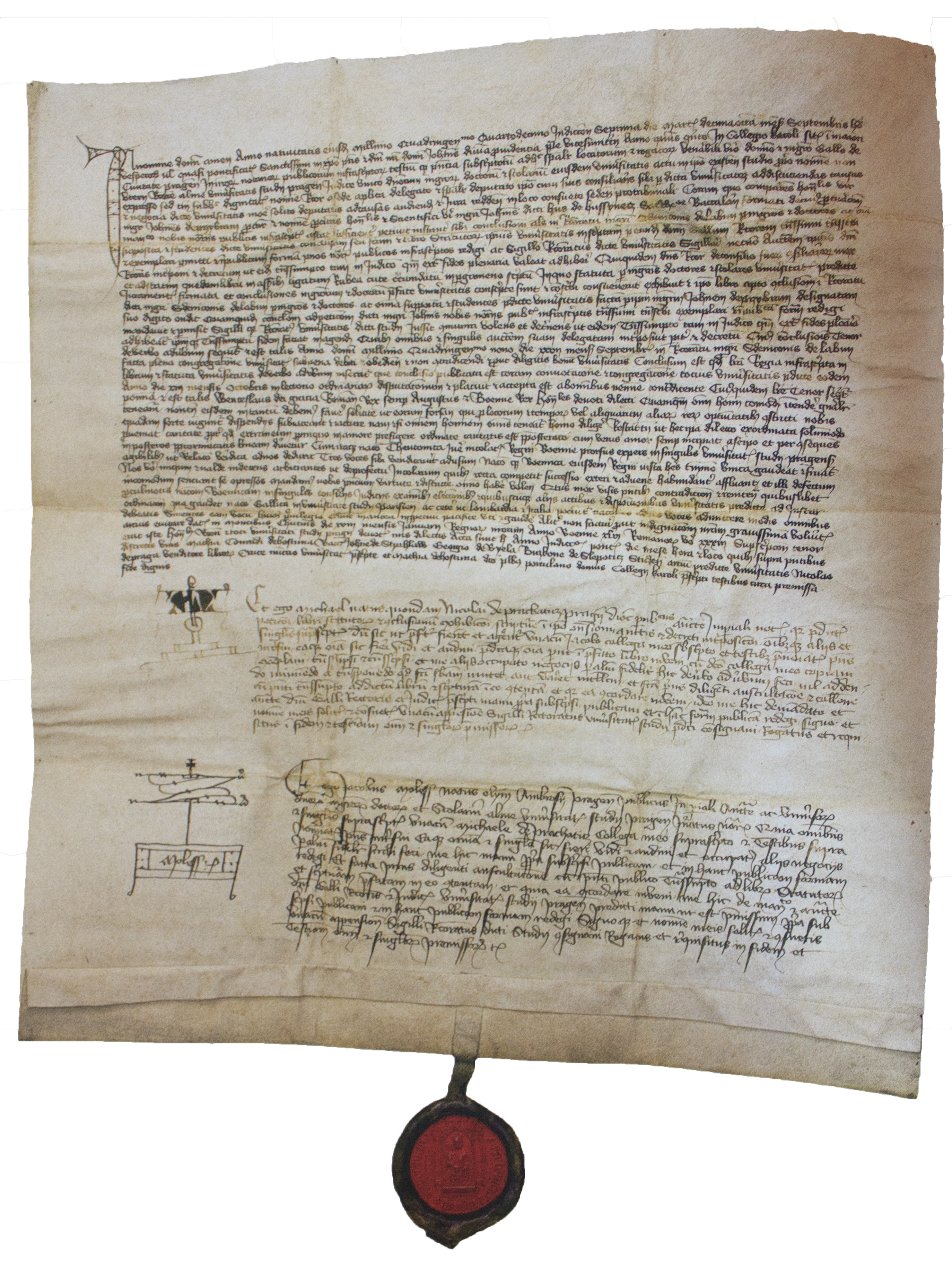
Кутногорский декрет, 1409 год

Постепенно в 1380-х годах стали нарастать конфликты между чешско-говорящими студентами (представительство которых в сенате было лишь 1/4) и немецкоговорящим большинством. Первый конфликт (1386), связанный с местами в общежитиях, был разрешён пражским архиепископом в пользу чехов. Это решение не удовлетворило ректора университета, и около двадцати профессоров, которые в знак протеста покинули Прагу, впоследствии приняли участие в основании Гейдельбергского и Кёльнского университетов.
В 1378 году внутренние конфликты в католической церкви привели к тому, что впоследствии было названо «Великим западным расколом»: на папский престол появились сразу два претендента: Григорий XII, правящий в Риме и Бенедикт XIII, правящий в Авиньоне. Университет, как церковная организация, не мог остаться в стороне. В 1408 году начались активные приготовления к Вселенскому собору в Пизе (впоследствии непризнанному церковью), на котором планировалось одновременное отречение двух правящих пап и избрание одного нового.
Немецкоговорящая община университета противилась созыву Вселенского собора, сохраняя верность папе Григорию XII. Чешская община, одним из наиболее ярких и деятельных представителей которой был Ян Гус, с помощью короля Вацлава IV, которому Пизанский собор мог вернуть назад потерянную немецкую корону, смогла обеспечить себе большинство голосов и принять так называемый Кутногорский декрет, подписанный 18 января 1409 года, по которому в университете чехи имели три голоса, а остальных народы только один. В защиту этого указа был приведён пример Парижского университета и некоторых итальянских, где решающий голос также имели соответствующие народы. Ущемлённые народы пытались вернуть себе прежнее право голоса и даже посылали своего представителя на собор в Пизу. Однако все попытки не были успешны, и все преподаватели вместе со студентами в знак протеста покинули университет, основав новый немецкоговорящий Лейпцигский университет. Не представляется возможным подсчитать точное количество покинувших университет преподавателей и студентов, по некоторым источникам их было от 500 до 800 человек.

### Ян Гус и Джон Уиклиф

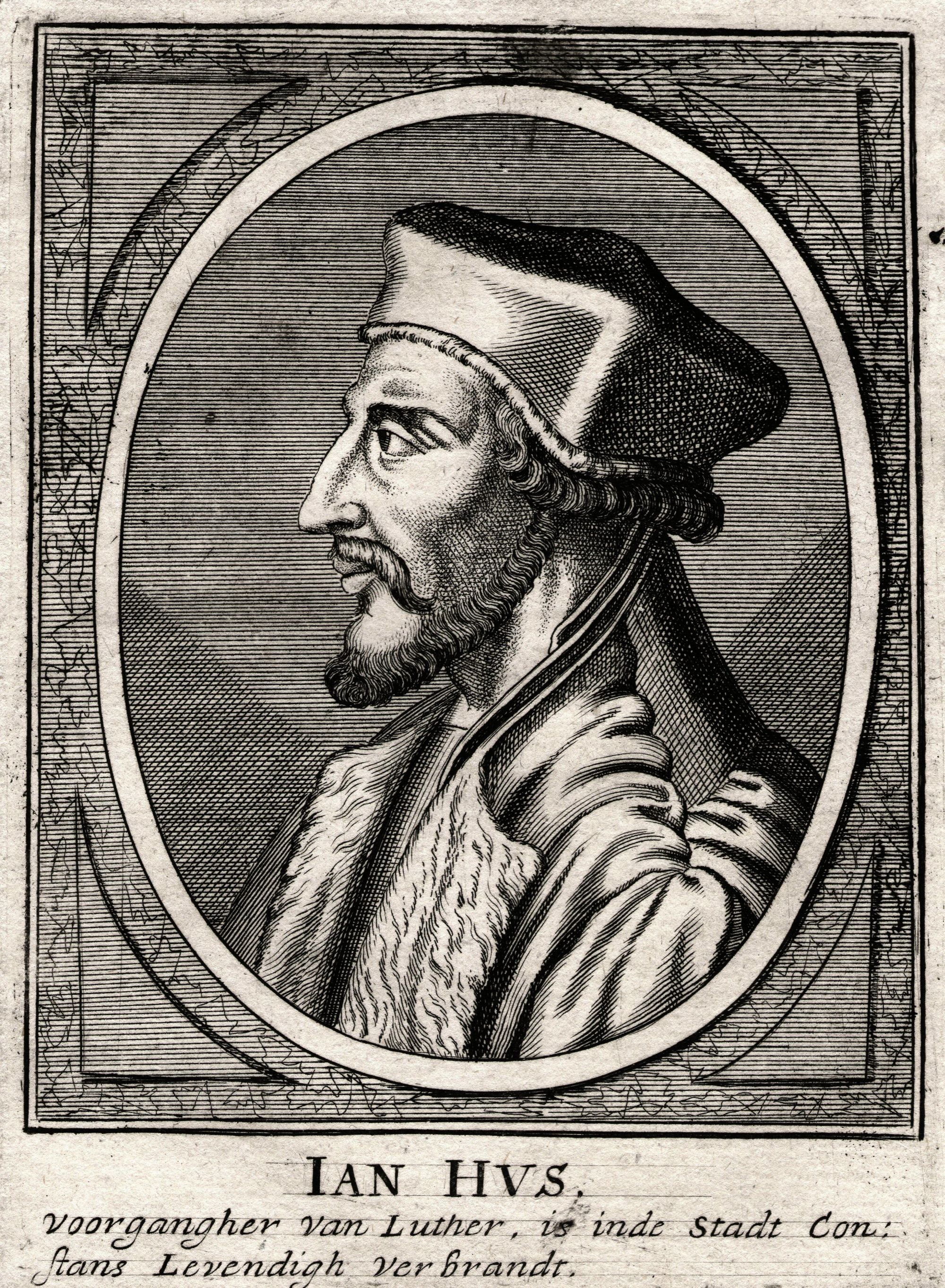
Ян Гус, медерит (1690)

Некоторые студенты, уезжавшие на учёбу в Оксфорд в середине восьмидесятых годов XIV века, привозили с собой труды английского реформатора Джона Уиклифа, которые для того времени были резонансны и смелы. Несмотря на абстрактный характер записей, в текстах ясно просматривалась острая критика Католической церкви. Представители чешского народа в большинстве симпатизировали трудам Уиклифа, немецкие же народы чаще называли это ересью. Большое влияние эти труды оказали и на Яна Гуса, который был назначен настоятелем и проповедником Вифлеемской часовни в старой части города. На своих проповедях Гус часто критиковал церковь, хотя сам считал себя верным её сторонником.
Гус получил магистерский титул на факультете свободных искусств и также учился на теологическом факультете. В 1401 году был избран деканом факультета свободных искусств. Благодаря интересным проповедям популярность Гуса росла, и осенью 1409 года он был назначен ректором Карлова университета. Однако сама церковь с настороженностью относилась к Гусу и его идеям, и в 1414 году Гус был вызван в Констанц, где ему выдвинули обвинение в ереси и изгнании немцев из университета. 6 июля 1415 года Ян Гус был сожжён как еретик. Из-за последовавших за этим событием разногласий внутри университета в следующие несколько лет были фактически закрыты теологический, медицинский и юридический факультеты; полностью продолжил работу только факультет свободных искусств.

### Период 1434—1622
После поражения последователей Яна Гуса в Гуситских войнах университет постепенно стал терять свой универсальный статус (с преподаванием всего спектра науки того времени). Сокращался также поток иностранцев, приезжающих из-за границы, что связано с представлением о чехах как об отступниках истинной веры. Карлов университет в Европе стал всё больше восприниматься как местный университет Чешского королевства, теряя свой международный статус, чему также активно способствовала его чёткая гуситская ориентация.

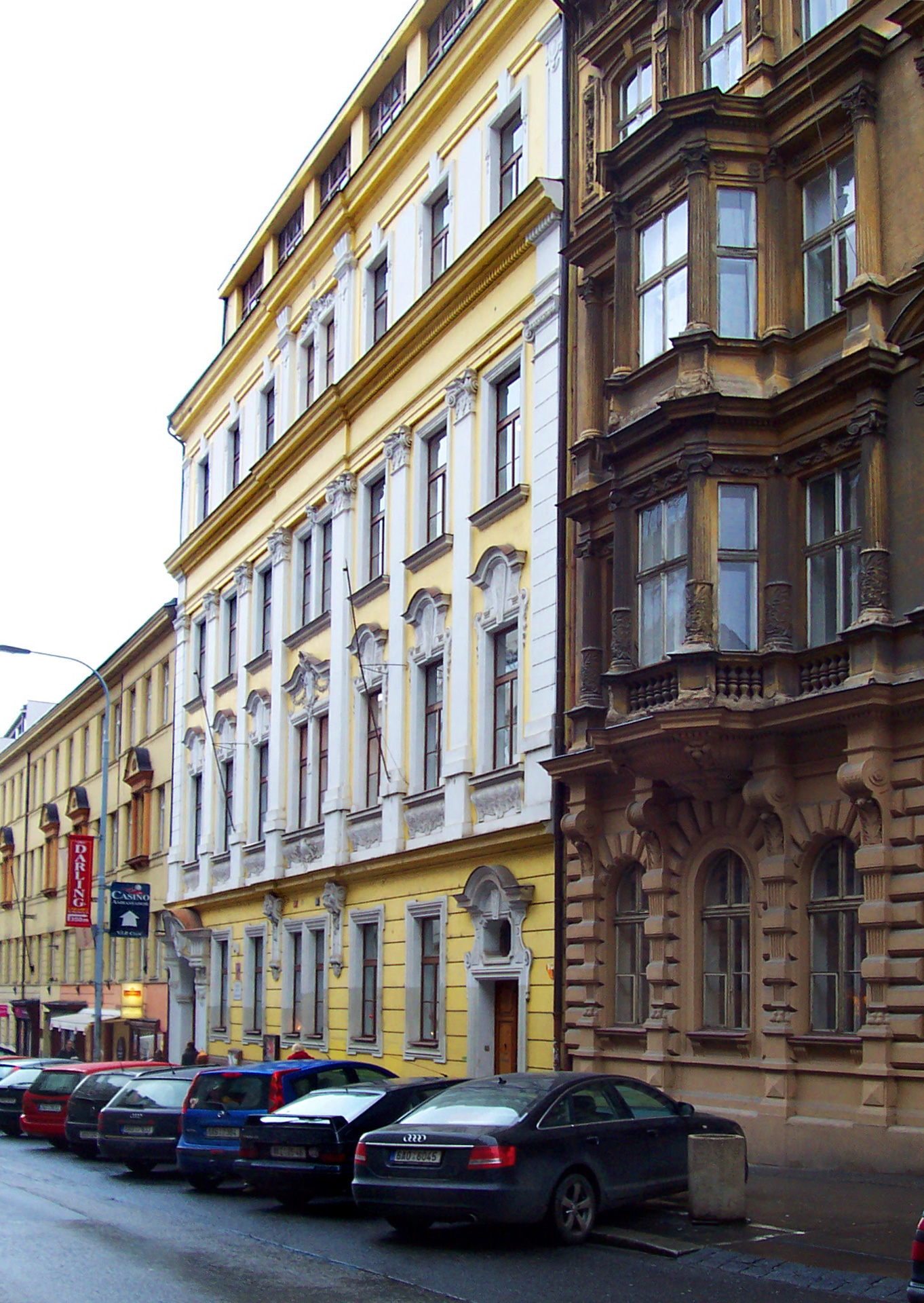
Гимназия на улице Штепанска — старейшая школа в Чехии (1556)

В XV веке к университету присоединилось ещё два студенческих общежития, в итоге до переломной битвы на Белой горе он имел три профессорских и пять студенческих общежитий. В полной мере преподавание велось только на факультете свободных искусств, известны также некоторые упоминания о преподававшейся (в гораздо меньшем объёме чем ранее) медицины. Из-за отсутствия трёх факультетов, на оставшемся факультете свободных искусств часто преподавали материалы, выходившие за рамки факультета и относящиеся к другим дисциплинам. Во второй половине XVI века были возобновлены юридические лекции, теологические же лекции были полностью отменены, потому что Католическая церковь посчитала неподобающим их проведение на факультете свободных искусств.
Несмотря на присутствие лишь одно факультета, в университете сохранялась должность декана (помимо ректора). Ректор в то время исполнял функции архиепископа, который не назначался несколько десятилетий. Университет также контролировал возникающие частные латинские школы («schola particularis»), уровень преподавания в которых считался относительно высоким. В середине XVI века количество латинских школ на территории Чехии достигало ста двадцати пяти, что было исключительно много для Европы того времени, сравнимое количество школ было только в наиболее развитых областях немецких земель и Голландии Нередко школам не хватало финансирования, тогда ученики оплачивали учёбу за деньги своих семей. В школах того времени в качестве наказания зачастую применялись розги.
Выпускники школ, имевшие успехи, часто по рекомендации своих педагогов уезжали на дальнейшую учёбу в университет в Праге. Абитуриенты при этом обычно подвергались буйному, шутливому и развязному образу посещения — биани (чеш. beánie), традиция проведения которого ещё в средние века распространилась по Европе из Парижского университета.
В это время в университете активно преподавалась античная поэзия и вообще греческая литература, процветал гуманизм, приходящий на чешские земли преимущественно из Италии с 70-х лет XVI века. Сами студенты много сочиняли стихи в стиле греческих и римских поэтов. С того времени до нас дошло множество речей, эпитафий, элегий, од и поздравительных посвящений, однако настоящей поэзии среди всего творчества было создано немного.
Университет так же не был равнодушен к естественнонаучным открытиям. Интерес к математике и природоведческим наукам был заложен в самой системе семи свободных искусств, принятой в университете. Разрабатывались лекарства от чумы, была построена деревянная обсерватория для наблюдения за звёздами, проводились вскрытия трупов, где могли присутствовать все желающие.
В 1610 году для преподавания астрономии и математики в университет был приглашён живший тогда в Праге Иоганн Кеплер. Кеплер жил в доме, принадлежавшем университету, и также пользовался его обсерваторией. Однако он отказался от преподавательской должности, сохранив за собой титул университетского математика и астронома.
Несмотря на развитие университета, были нередки случаи перехода профессоров в другие вузы, где уже был отменён обязательный целибат (при заключении брака профессор, в том числе и ректор, обязан был покинуть университет). Обязательный целибат в Карловом университете был отменён лишь в 1612 году.
Имуществом общежитий заведовал с 1609 года квестор (чеш. Kvestor, англ. Bursar), эта должность сохраняется и по сей день. Квестор заведует хозяйством всего университета, ему подчиняются работники ректората и прочих учреждений.

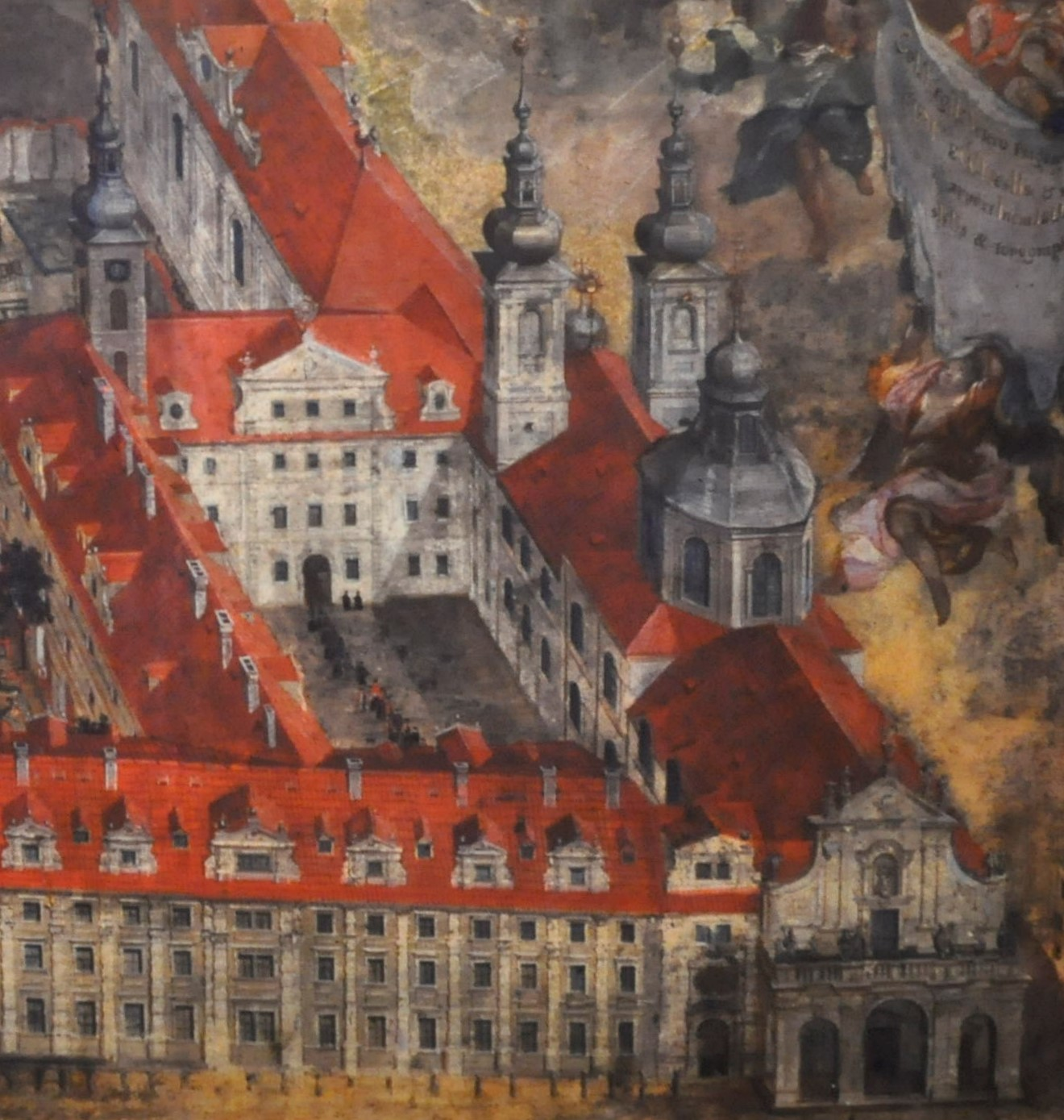
Клементинум на картине 1750 года

К активным изменениям в начале XVI века способствовало как возникновение в Праге нового иезуитского университета (сам Карлов университет был тогда протестантским), так и развитие иностранных вузов. Реформирование снова работающих тогда факультетов права, медицины и теологии не увенчалось успехом из-за недостатка средств. Другая реформа, проведённая в 1612 году, вносила изменения в способ преподавания на философском факультете: до этого времени каждый профессор мог преподавать разные предметы, теперь же профессора должны были преподавать только один. Реформа также описывала новые правила семинаров, где студенты должны были часто выражать свои взгляды и аргументировать их (конечно, не все студенты были рады таким изменениям). Однако, сильно возросшее к 1618 году количество выпускников бакалавриата и магистратуры свидетельствовало о эффективности решений.
После смерти короля Чехии и Венгрии Людовика II в битве при Мохаче, Чехия стала частью Габсбургской монархии, и на её престол вступил Фердинанд I, который не поддерживал реформацию, распространяющуюся из Германии (лютеранство) и Швейцарии (кальвинизм). Фердинанд хотел сделать Карлов университет католическим, но на тот момент это было ещё невозможно осуществить. В 1556 году Фердинанд послал в Прагу иезуитов, которые в 1562 году основали в противовес Пражскому, общежитие около Карлова моста, позднее названное Клементинум, в честь Святого Климента. Это было католическое учебное заведение с пятилетней программой гимназии, трёхлетним философским курсом и, наконец, двухлетним теологическим. Учебное заведение, названное тогда по-латински Academia Pragensis Societatis Iesu, не являлось университетом, но имело право присуждать учёные степени. Повышение в 1616 году до статуса университета было лишь фактическим признанием состояния, которое длилось уже несколько десятилетий. Во главе иезуитской академии встал ректор, избираемый обычно на три года с возможностью оставаться на несколько сроков. Ему подчинялся учебный префект. Университет не делился на факультеты, поэтому деканов в нём не существовало. В его лекториях процветали философские предметы, но также и математика с физикой. В самых высоких курсах разбиралась теология. Так создавалась основа будущих философского и теологического факультета в объединённом впоследствии Каролино-клементинском университете.
Иезуиты получили известность как очень умелые преподаватели, поэтому учиться к ним посылали своих детей и некоторые протестанты. С середины XVI века студенты с профессорами часто устраивали театральные представления, собирающие большое количество зрителей. Спектакли обычно были на античные или библейские темы и игрались на латинском языке, авторами были сами члены ордена. Пражский университет также стал проводить представления для народа, в частности, из-за желания не отставать от Иезуитского университета. Такие представления всегда пользовались большим спросом: на одном из них, согласно архивным записям, присутствовало около десяти тысяч человек.
Иезуитские университеты в Европе не были автономными организациями, их профессора часто менялись (переезжая между разными университетами). Таким образом, поддерживался принцип братства, по которому никто не должен был оставаться на одном месте слишком долго. Среди порядков, заведённых в ордене, был такой: преподаватель должен был освоить язык страны, в которой преподаёт, также все иезуиты подчинялись главе ордена, находящемуся в Риме, а ректор университета (или префект) занимал лишь промежуточное положении в иерархии.

### Битва на Белой горе и университет Карла-Фердинанда
В 1618 году в Чехии началось восстание против Габсбургов и лично против Фердинанда II, которое впоследствии переросло в Тридцатилетнюю войну. Одной из наиболее значительных сражений была Битва на Белой горе, где по разные стороны баррикад сошлись немецкие католики и чешские протестанты. После поражения чехов в этой битве положение протестантского Пражского университета резко ухудшилось. Ректор университета в числе двадцати семи других восставших был казнён (ему был отрезан язык) на Староместской площади в июне 1621 года.

Битва на Белой горе на картине 1620 года

Последствия для всех чешских протестантов после поражения в битве на Белой горе были драматичны: католическая армия вошла в Прагу и жестоко наказала восставших против династии Габсбургов. Полное господство Габсбургов установилось на следующие триста лет, на протестантов посыпались гонения. Чехия полностью выбыла из театра Тридцатилетней войны, курфюрст пфальцский Фридрих V был низложен с чешского трона.
В 1622 году гуситский Пражский университет передан в руки иезуитов. Решение об этом было принято на тайном заседании 15 февраля 1622 года в Шопроне, причём предполагалось, что иезуиты будут переиначивать бывший протестантский университет под свои стандарты. Эта новость не была радушно воспринята всеми членами ордена, некоторые из них даже считали, что проще будет закрыть Карлов университет и оставить только академию в Клементинуме. Эта идея, однако, не получила широкого распространения.
В последующие десятилетия велись активные споры о будущем характере университета, одно в этих спорах не подвергалось сомнению — Пражский университет теперь должен был стать католическим, в поддержку этого по всей стране силами иезуитов создавалась обширная сеть католических латинских школ, чтобы их выпускники впоследствии могли продолжить образование в своей стране. Все разногласия о судьбе университета окончательно разрешил представитель династии Габсбургов император Фердинанд III, созвав в 1642 году комиссию, в которую входили как представители Пражского, так и иезуитского университетов. Тридцатилетняя война, шедшая тогда в Европе и нередко затрагивающая и Чехию, значительно тормозила скорость работы созванной комиссии. Итогом её стал декрет от 23 февраля 1653 года, по которому обе высшие школы объединялись в один университет Карла-Фердинанда. 4 марта того же года декрет был торжественно прочитан в Тынском храме, что ознаменовало официальное объединение университетов, фактически состоявшееся в 1654 году. В названии объединённой высшей школы упоминалось как имя основателя Карла IV, так и значительно повлиявшего на судьбу университета Фердинанда III.

### После объединения
Университет Карла-Фердинанда был воссоздан в изначальных четырёх факультетах, притом оба духовных факультета, (философский и теологический) располагались в Клементинуме и управлялись иезуитами, а оба светских (юридический и медицинский) в Каролинуме. По декрету Фердинанда III от 8 июля 1654 года университет становился государственной организацией. Университетом управлял академический магистрат из десяти человек, в который входил, по примеру Венского университета, представитель императора — суперинтендант, а также деканы всех четырёх факультетов и ректор. В случае ничьи при голосовании в магистрате решающий голос оставался за суперинтендантом. Профессоров светских факультетов теперь утверждал лично император, профессоров духовных утверждали иезуиты. Всё имущество университета было национализировано, университетский суд больше не был независим от государства. Из всех общежитий университета сохранились только иезуитские, остальные были закрыты. Студентам, не имеющих семей в Праге, приходилось самостоятельно снимать жильё.
Рескриптом Леопольда I от 25 июня 1659 года было установлено, что ректоры университета выбирались каждый год поочерёдно из профессоров факультета права, юридического, медицинского и, наконец, философского. Такой порядок был установлен, чтобы власть никогда не находилась у иезуитов больше одного года подряд. На юридическом и медицинском факультетах проходили собрания докторов, где выбирались деканы и другие функционеры для управления факультетами. Такие собрания влияли на университетскую жизнь вплоть до 1872 года. Медицинский факультет считался главным органом общественного здравоохранения, под его контролем находились, например, такие медицинские работники, как аптекари, хирурги и акушеры.

### Реформы XVIII века

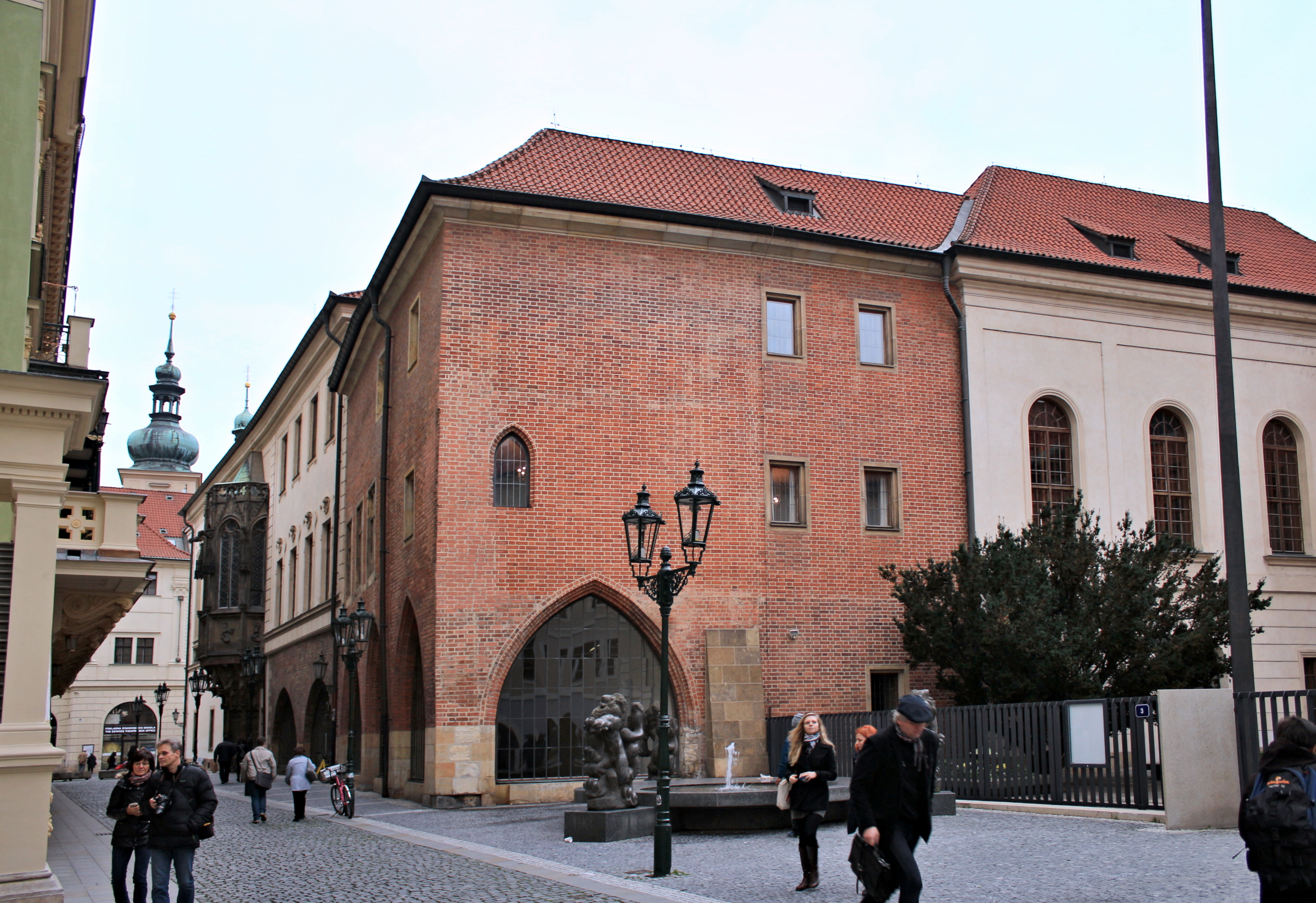
Каролинум на фотографии 2012 года

С течением времени Пражскому университету стали необходимы новые преобразования. Обновление требовалось не только учебным программам, но и старому зданию Каролинума. Было принято решение о его реконструкции. На время строительных работ, начавшихся в 1714 году, занятия светских факультетов проходили в общежитии короля Вацлава, а выпускные церемонии — в Тынском храме. Во главе перестройки встал известный архитектор Франтишек Канька, который до этого участвовал в строительстве собора Святого Климента и некоторых зданий Клементинума.
Первоначальный проект перестройки Каролинума фактически полностью менял его средневековый облик и для его реализации требовалась тридцать одна тысяча златых. Из столицы империи Вены на реконструкцию выделили только две тысячи златых, всего же ректору удалось собрать двадцать шесть тысяч, чего, однако, не было достаточно. Из-за недостатка финансов проект пришлось изменить. Во время реконструкции из Каролинума убрали квартиры профессоров и добавили новые лекционные залы. Главный зал (аула) был расширен на один этаж вверх с увеличением окон. Реконструкция готического Каролинума в стиле барокко была окончательно завершена к 1718 году.
Каролинум был и оставался главным зданием университета, на данный момент его использую как административный корпус. В нём располагались медицинский факультет и факультет права, проходили выпускные церемонии (с 1703 года выпускные церемонии иезуитских факультетов (теологического и философского) было разрешено проводить в Клементинуме). Прочие университетские общежития со временем начали терять своё значение и частично распродаваться: например, Андельское общежитие и общежитие короля Вацлава в 1755 году были проданы с целью получить как можно больше наличных денег на расширение комплекса зданий Каролинума и постройке университетской библиотеки.
Указом от 20 мая 1726 года в Каролинуме была открыта первая полноценная университетская библиотека с бесплатным входом для всех. По архивным сведениям, к 1746 году библиотека насчитывала 6837 наименований. Книги притом делились на группы: юридические (1999), медицинские (1136), исторические (2069) и беллетристика (305). Притом во всей библиотеке не было ни одного атласа и вообще книг технической направленности. Очень мало было также теологических книг (39). При этом в библиотеке отсутствовали дубликаты книг и нередки были случаи, когда одну книгу хотело читать несколько людей. Брать домой книги при этом разрешалось только профессорам.
В отличие от каролинской, клементинская библиотека к 1727 году насчитывала 15258 наименований, принадлежащий иезуитскому ордену. В прочих иезуитских учреждениях на всей территории Богемии также были свои библиотеки. После упразднения ордена было принято решение о передаче всех этих книг университету, также постепенно распространялась практика периодической покупки новых изданий для библиотеки. Всем чешским издательствам было предписано передавать один экземпляр с каждой издаваемой книги университету. Расцвет библиотеки XVIII века приходится на время, когда ей управлял Карл Рафаэль Унгар, — собрание расширилось до 147 тысяч наименований. Чешская библиотека считалась третьей в стране после венской и гёттингенской
Клементинум, разросшийся в целый комплекс зданий, был прекрасным примером господствовавшего тогда стиля барокко. Его реконструкцией занимались итальянские архитекторы, была пристроена обсерватория.
Во время правления Марии Терезии пересматривались отношения государства и народа, была высказана идея: «Государство обязано заботиться о материальном благополучии своих подданных, а подданные должны стремиться к процветанию государства». Этот постулат распространялся и на университетское образование. Теоретические направления (как, например, философия и теология) не очень поддерживались государством, технические же, напротив, активно поощрялись. Государство видело гораздо больше пользы во врачах, адвокатах, судьях, от деятельности которых очевидна материальная выгода. Утилитарные тенденции со стремлением к видимой пользе от любого действия ещё больше усилились при вступлении в 1765 году на трон Иосифа II.
Духовные факультеты в то время переживали настоящий переворот: Папа Климент XIV, под влиянием оппозиции иезуитам и некоторых просветительных тенденций, в 1773 году распустил иезуитский орден. Профессора теологического и философского факультета официально стали светскими людьми. После издания в 1749 году декрета о так называемых «учебных директорах» в австрийских университетах (к которым теперь принадлежал и Пражский), на философском факультете появился директор, который фактически являлся представителем императорского двора и человеком, сообщающим волю императора. Учебные директора подчинялись непосредственно государству и в своих полномочиях превосходили декана. Частью их работы было в том числе отслеживание качества образования.

### Научная и учебная деятельность в XVIII—XIX веках

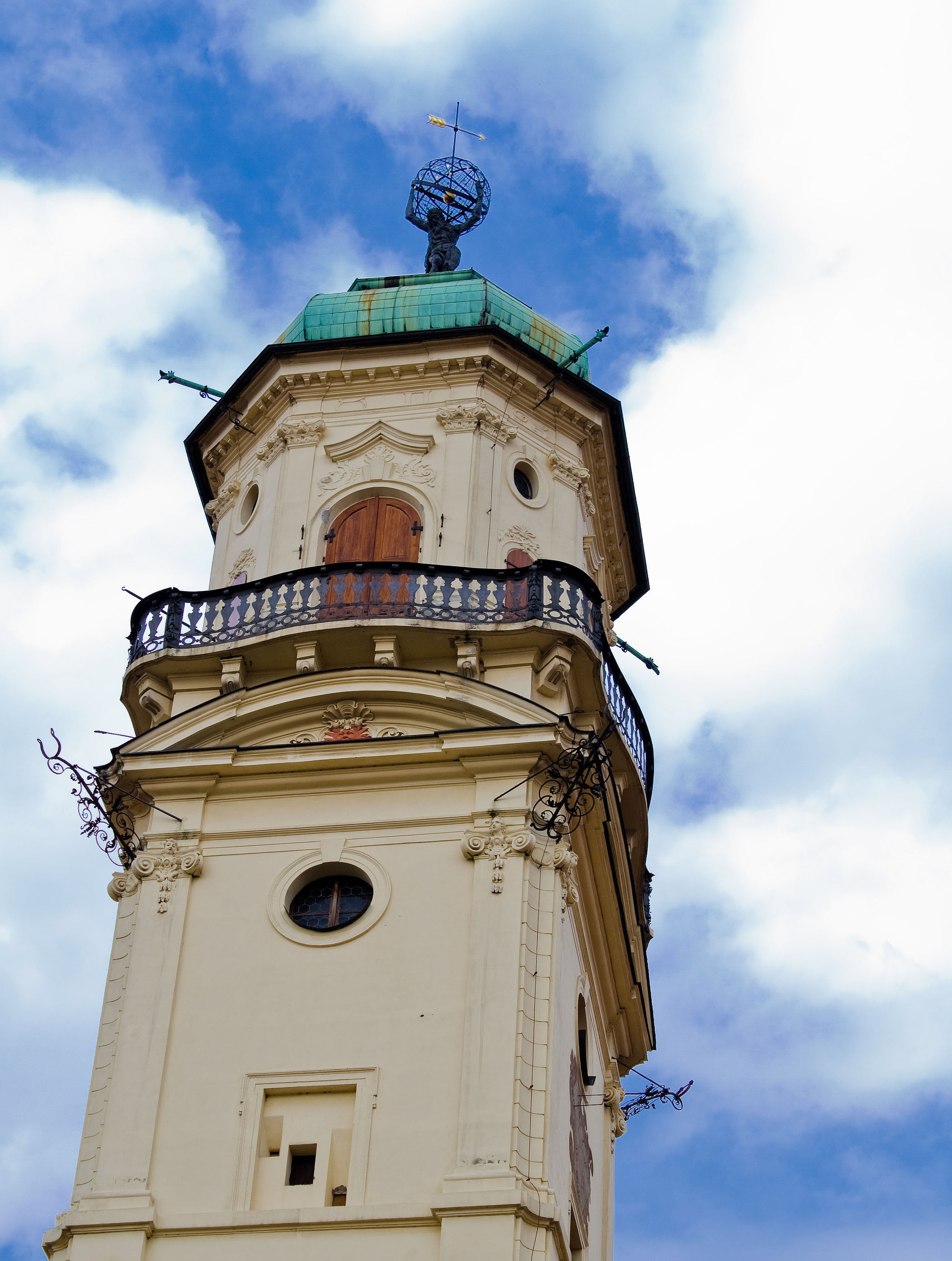
Астрономическая башня (обсерватория) Клементинума

В пражской обсерватории (которая представляла собой башню в Клементинуме, сооружённую в 1722 году) с 1775 года начались регулярные метеорологические наблюдения: каждый день отмечались самая высокая и самая низкая температура. Эти данные фиксируются и по сей день и считаются самыми продолжительными в мире. В сравнении с венской, пражская имела гораздо меньше научного оборудования, но результаты наблюдений и совершающиеся открытия были сравнимы с заграничными обсерваториями.
В 1783 году Иосиф II, движимый утилитарными (но никак не националистическими) взглядами, установил немецкий язык обязательным к изучению сначала в Венском, а через год и в Пражском университете. В то время в университетах по всей Европе латинский язык постепенно выходил из употребления, всё больше заменяясь «живыми» разговорными языками. В Карловом университете немецкий язык начал активно употребляться с середины XVIII века. В поддержку этой тенденции, указом императора от 29 июля 1784 года латинский язык на лекциях полностью заменялся немецким (исключение составили некоторых теологические и медицинские курсы). Также, после издания императором в 1781 году так называемого «толерантного патента» в университетах Австрии разрешалось обучение не только католикам, но и протестантам, евреям и православным, с 1790 года иноверцам разрешалось в том числе и получение докторского титула.
Реформы Иосифа II также стали началом чешского национального возрождения, в котором чешский народ постепенно продвигался к самостоятельности, использованию чешского языка в литературе и науке наряду с немецким (равноправию этих языков). В XIX веке чешская терминология постепенно проникала не только в гуманитарные, но и в природоведческие науки (которые преподавались на философском и медицинском факультетах), были, например, придуманы чешские названия для большинства цветов.

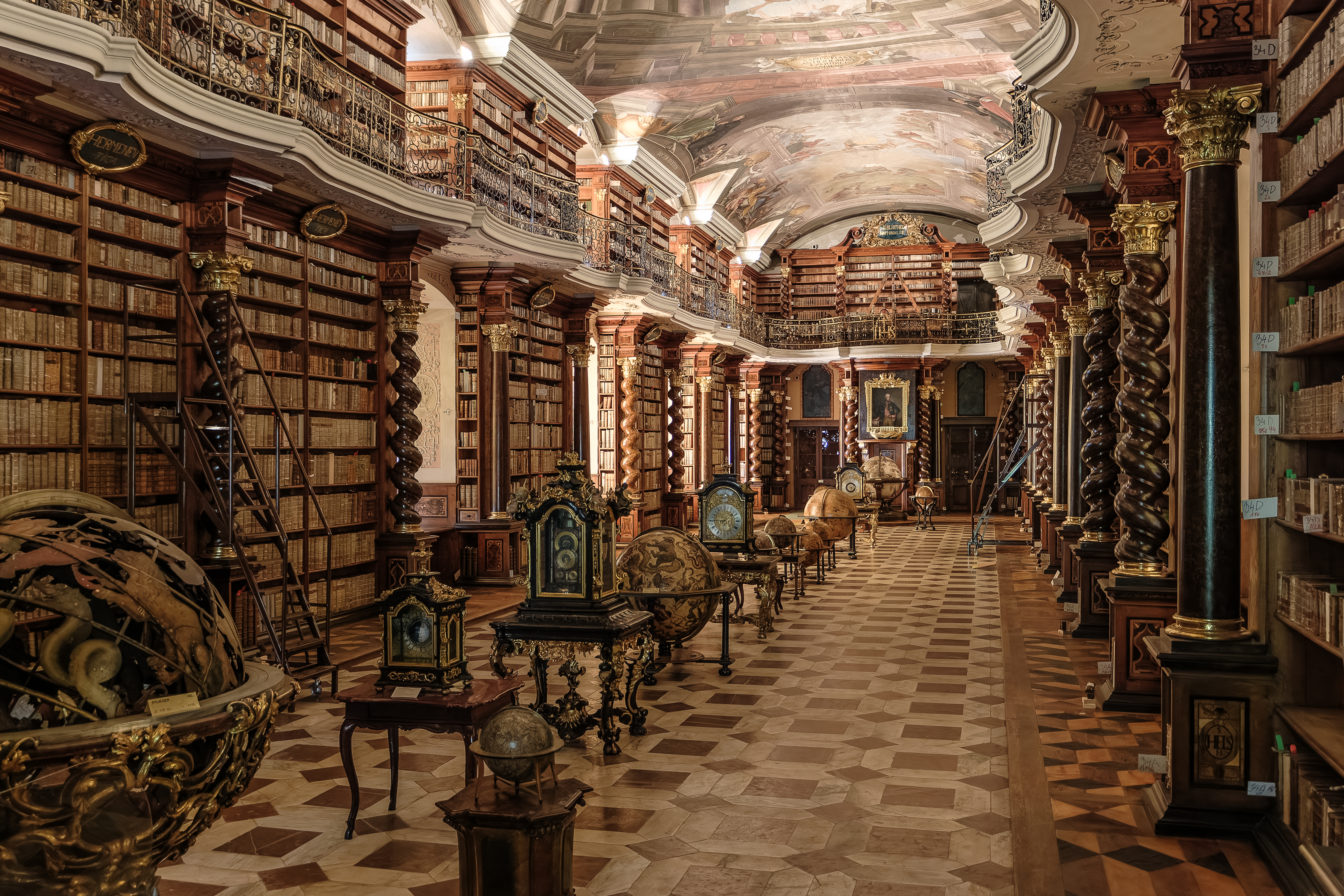
Читальный зал в Клементинуме в стиле барокко, 1727 год

Университет включал в себя не только лекционные залы, но и библиотеки, накапливающиеся на протяжении столетий. Основой для библиотек служили собрания книг в общежитиях. После повсеместного распространения книгопечатания фонды значительно возросли, так как книги стали на порядок дешевле. В то время появились такие профессии как печатник и издатель. Пражский университет не имел собственной типографии, но сотрудничал с различными типографиями Чехии, посредством которых издавались научные труды, монографии, учебники. После объединения университетов весь накопленный книжный фонд был перенесён в Клементинум, где до сих пор хранится большинство книг того времени.
Во второй половине XVIII века для книг стало недоставать места, и университет приобрёл два здания на Целетной улице под нужны библиотеки. В 1768 году в Каролинуме был открыт читальный зал, который, однако проработал лишь до 1777 года, когда по приказу Марии Терезии в Клементинуме, свободным после роспуска иезуитов в 1773 году, была открыта большая библиотека, куда перенесли фонды иезуитов, профессоров и библиотеку Каролинума. В освободившимся читальном зале Каролинума стала заседать Королевская чешская академия наук. Именно здесь Иосиф II обсуждал с профессорами возможность возвращения чешского языка в университет. Впоследствии в зале проходили лекции по медицине, а в настоящее время проводятся различные лекции, собрания, семинары.

### Университет в XIX веке
После смерти Леопольда II трон занял его сын Франц II, правивший с 1792 по 1835 годы. При Франце II монархия приняла характер абсолютной. Учебные заведения, особенно высшие, внимательно контролировались, в первую очередь, на предмет революционных настроений. Чтобы предотвращать такие настроения, во всех вузах в 1804 году было введено обязательное изучение религии.

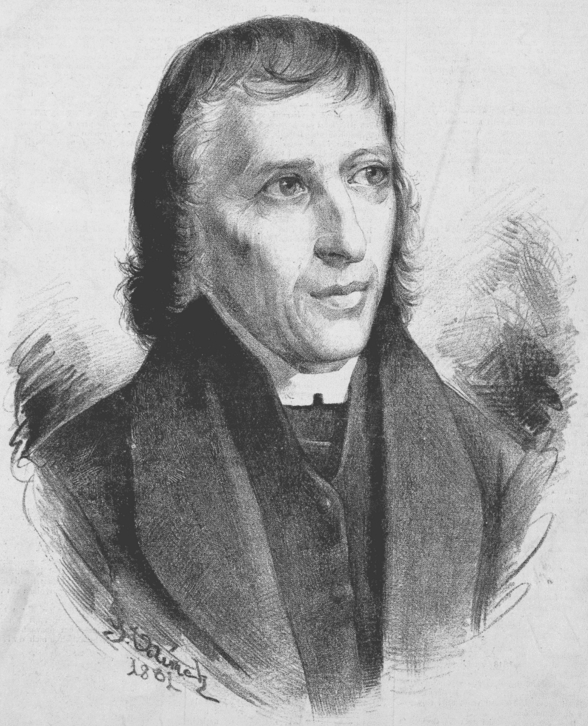
Выдающийся математик Больцано на рисунке 1881 года

В 1805 году во главе созданной кафедры философии и религии встал Бернард Больцано. В наше время Больцано известен в первую очередь как выдающийся математик, но ни математику, ни логику в университете ему преподавать не разрешили. Его вклад в этих науках был по достоинству оценён только в XX веке. За пятнадцать лет своей работы в университете Больцано снискал огромный авторитет, он никогда не оставался в рамках учебной программы, часто смело рассуждая на различные, не очень одобряемые государством, темы. Будучи ещё и католическим священником, на своих воскресных проповедях Больцано размышлял о мире будущего, который будет управляться разумом и в котором не будет сословных различий. За своё свободомыслие Больцано в 1820 году по требованию Папы римского личным указом императора был отстранён от всех университетских постов, после чего остаток жизни посвятил математике и логике.
Постепенно в университете основывались различные фонды и разрабатывались гранты для помощи малоимущим студентам в их жизни и учёбе. Одной из самых известных стал фонд врача Юлиуса Кромбхольца, которые предназначался для покрытия медицинских расходов учащихся. С разрешения университета деньги из фонда выделялись также и некоторым учащимся средних школ. Фактически, этот фонд выполнял функции медицинского страхования студентов, которое в начале XX века пытался ввести академический сенат, но безуспешно. Только после Первой мировой войны в университете было введено обязательное медицинское страхование, на которое при поступлении с абитуриентов взималась определённая сумма.

### События 1848 года и их последствия
В 1848 году университет отмечал пятисотлетие со дня своего основания. На 7 апреля 1848 года было намечено пышное празднование, на котором планировалось присвоить титул почётного доктора пятидесяти одному профессору, включая нескольких чешских и остальных иностранных. На площади Крестоносцев готовился к открытию памятник основателю университета Карлу IV. Этот памятник работы дрезденского скульптора Эрнста Хенеля, отлитый из железа, был выполнен в неоготическом стиле: на постаменте Карла IV изображены символы четырёх факультетов университета и четырёх духовных покровителей монарха. Однако, из-за драматичных событий этого года дипломы почётных докторов были разосланы почтой лишь в 1849 году, а памятник был установлен без каких-либо празднований в 1851 году.
1848 год начался с революции во Франции, которая повлияла на настроения в большинстве европейских государств, включая Австро-Венгрию. 15 марта пражские студенты собрались в большом зале Каролинума и огласили свою петицию власти, в которой требовали свободу обучения и вероисповедания, равноправие чешского и немецкого языков, присоединения Пражской технической школы к университету (в форме нового факультета) и разрешения создания студенческих союзов. Академический сенат вместе с ректором университета и представителями профессоров всех факультетов также присоединились к петиции. Для передачи петиции монарху в столицу была собрана депутация, которую 23 марта с почётом встретили венские студенты. 27 марта был выдан ответ на петицию, который не удовлетворил большинство её авторов. Из всех требований в нём говорилось только об обновлении учебных планов и предоставления свободы учебного процесса, для этого было решено создать министерство образования (чеш. Ministerstvo školství). После возвращения депутации, студенты, несогласные с её решением, стали готовить митинги по всей Праге, и были достаточно «воинственно настроены». Видя волнения в обществе, земский президент, посоветовавшись с деканом юридического факультета и академическим сенатом, удовлетворил на территории Чехии все пункты петиции, кроме присоединения Пражской технической школы из-за большого количества связанных с этим формальностей.

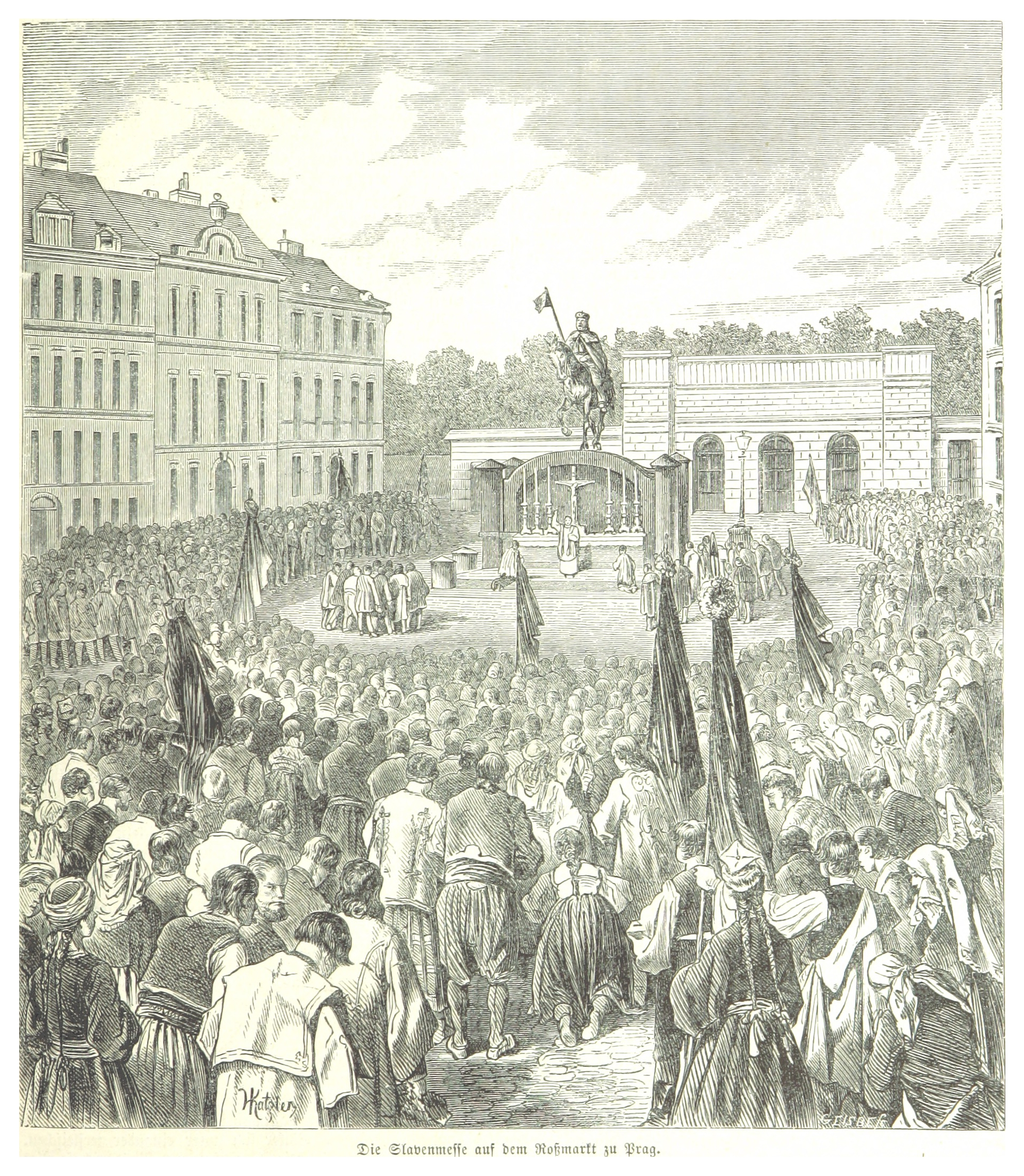
Стачка на Конском рынке (ныне Вацлавская площадь)

Вдохновлённая французской, в Австрийской империи также началась революция за гражданские права и свободы и устранение феодальных пережитков. Постепенно, революция разошлась по отдельным частям империи, среди прочих началась и Чешская революция. Один из наиболее видных деятелей революции, Франтишек Палацкий, выдвигал идею «австрославизма», по которой Австрийская империя преобразовывалась в федерацию, и славяне в ней получили равные права с немцами. 24 мая в Праге открылся Славянский съезд, на который приехало более трёхсот представителей славянских народов империи, в числе которых был русский революционер Михаил Бакунин, принявший активное участие в чешской революции и впоследствии осуждённый за это на пожизненное заключение. Итогового решения на конгрессе так и не было принято, но именно он явился катализатором революции в Чехии.
В ходе революции, после убийства на митинге жены коменданта Праги княгини Виндишгрец, пражские рабочие и студенты стали открыто выступать против австрийской армии, вооружаясь и строя баррикады. Но силы изначально были неравны и вскоре Пражское восстание было полностью подавлено, не обошлось и без жертв со стороны студентов. В ночь с 9 на 10 мая 1849 года чешская полиция арестовала многих радикалов, из которых из двадцати четырёх арестованных немцев семеро было приговорено к смертной казни, а из шестнадцати арестованных чехов к высшей мере наказания было приговорено четверо. Двоим арестованным удалось бежать, остальным наказание было заменено на длительные сроки заключения.
После полного подавления революций во всех частях Австрийской империи, монархия приобрела характер неоабсолютизма. С университетами, однако, были достигнуты определённые компромиссы: им была гарантирована автономия, свобода обучения и научных исследований. Научная деятельность с 1850-х годов становится мерой качества университета. Должность учебного директора была отменена, руководство факультетами осуществлялось через профессорские собрания, которые состояли из постоянных участников, меняющихся участников и двух представителей доцентов университета.
После подавления восстаний из университета были отстранены некоторые профессора, активно сочувствовавшие революции. Также Пражский университет стал набирать немецких профессоров, которые, как правило, использовали Прагу как промежуточную точку перед столицей империи Веной. Некоторые, однако, учили чешский язык и были довольны нынешним местом работы.
Управление всем университетом теперь осуществлял академический сенат с представителями всех факультетов, вне зависимости от количества там учащихся, председательствовал на собраниях всегда ректор, кроме него сенат составляли проректор (прошлый ректор), четыре декана, четыре продекана профессорской комиссии и четыре декана докторской комиссии. 27 апреля 1873 года докторская комиссия, существовавшая только в Пражском университете, была упразднена. Были вновь запрещены все студенческие союзы, за исключением «Академического читательского союза».
Возможность преподавать в университете всем достигшим звание доктора была отменена, однако талантливые молодые учёные могли преподавать, получив звание доцента, для которого нужно было сдать определённые экзамены: желающие преподавать должны были иметь докторскую степень и приложить свою программу лекций, собрание профессоров потом тайным голосованием принимало решение о присвоении звания доцента. Доценты не имели титула профессора, но получали зарплату за своё преподавание.
В гимназиях срок обучения увеличился с шести до восьми лет, программа двух дополнительных лет была перенесена с первых двух курсов философского факультета, таким образом обучение на этом факультете наконец сравнялось по продолжительности с остальными. Гимназиям, в свою очередь, была поставлена задача в старших классах преподавать на уровне бывших первых двух курсов философского факультета, что было достигнуто во второй половине XIX века.
После ослабления неоабсолютизма в 1860-х годах и установления нового государственного режима, многие студенческие союзы вновь открылись, например: Slavia, Všehrd, Союз чешских медиков. Часто союзы проводили разные акции для общественности, например, Академический читательский союз с 1857 года проводил регулярные музыкальные концерты, а с 1866 года устраивал театральные представления. Этот читательский союз занял место своеобразного центра чешских студентов, популярность которого со временем только росла: в 1859 году в нём насчитывалось триста восемьдесят восемь членов, а в 1869 году уже тысяча восемьдесят девять. Чешские студенческие союзы второй половины XIX века внесли значительный вклад в формировавшийся фундамент чешской науки: они издавали журналы, книги, словари научных терминов, проводили общественные лекции и диспуты (членство во многих союзах со временем стало доступно всем желающим).

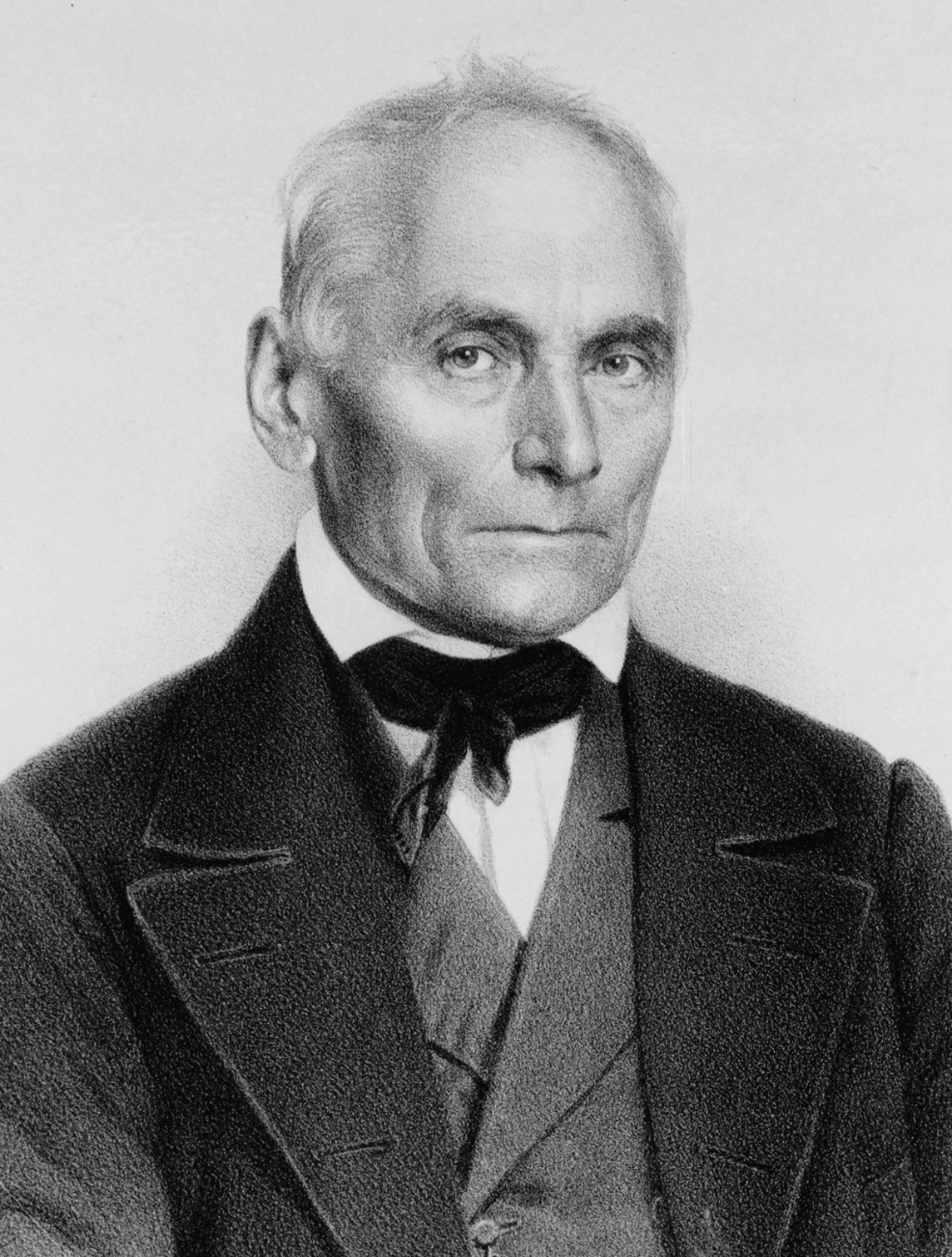
Ян Эвангелиста Пуркине на фотографии 1856 года

В 1849 году в университете открывается кафедра физиологии, возглавить которую приглашают бывшего студента Пражского университета, а теперь известного физиолога и педагога Яна Пуркине. Кроме указанных наук, Пуркине также сделал большой вклад в биологию, историю, фармакологию и антропологию. Для новой кафедры было трудно найти место, в итоге учебные площади разместилась в помещениях на Спаленой улице, где жил сам Пуркине. В 1867 году Ян Пуркине впервые в истории Пражского университета провёл докторский экзамен на чешском языке. В годы своей профессорской деятельности Пуркине был также очень популярен у студентов.
В 1850-х годах лекции на чешском языке продолжались, на количество слушателей на них было невелико. В 1860-х годах чешский проникал в учебный процесс значительно шире. На факультете права было создано две кафедры с обучением на чешском. Чешскоязычная наука в университете постепенно усиливалась в своих правах. Всё больше лекций велось на чешском. Чешский язык поддерживали не только некоторые профессора, но и многие студенты. Университет всё больше становился двуязычным: когда лекции фактически дублируются на разных языках. Усиливало позиции чешского языка и растущее количеств чешских гимназий. В чешских гимназиях немецкий язык был факультативным предметом, который, однако, посещало большинство учеников. В немецких же гимназиях, аналогично, чешский язык был факультативным, но интерес к его изучению среди немецкоговорящего населения был невелик. Постепенно стал падать и уровень знания немецкого среди чехов. Немецкая община не признавала двуязычие и считала, что чехи должны создать для себя отдельный университет, сами же чехи были против этого, так как это, по их мнению, нарушало историческую преемственность, связывающую их с прошлым их страны.

### Разделение университета
С начала 1860-х годов местные языки в Австро-Венгрии начали постепенно усиливаться в своих правах. Так, в 1860 году венгерский язык заменил немецкий в Будапештском университете, а в 1867 году польский язык становится языком преподавания в Краковском и Львовском университетах.

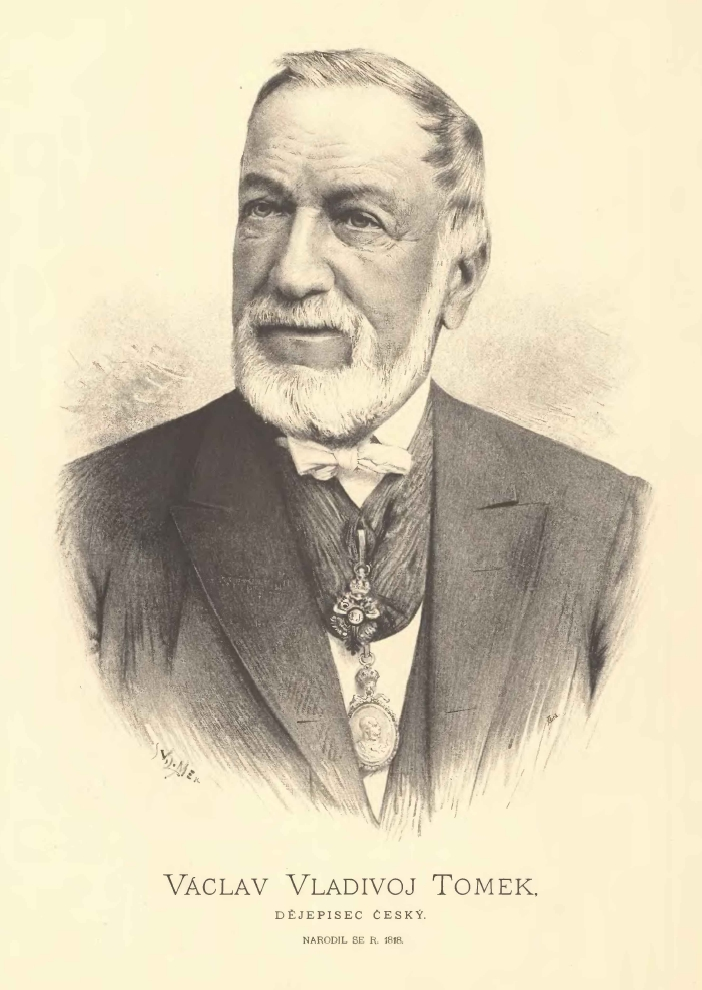
Вацлав Владивой Томек — первый ректор чешского Карло-Фердинандова университета

Активные дебаты о разрешении языкового вопроса в университете разгорелись 1870-х годах, когда 7 октября 1879 года после шестнадцатилетнего отсутствия в парламент империи вернулись представители чешских земель, а в Пражском университете возросло количество чешскоязычных профессоров, поддерживающих идею образования на чешском. В то время всем уже было понятно, что двуязычность под одной крышей невозможна и университету в его структуре необходимо разделение на чешскую и немецкую части. Подобное разделение уже произошло в 1869 году в Пражской технической школе, в то время ещё не носившей статус высшего учебного заведения. Одним из главных доводов противников чешского обучения было отсутствие необходимой литературы и терминологии во многих учебных предметах.
11 апреля 1881 года Франц Иосиф I издал указ о создании в Праге двух университетов: чешского и немецкого. Это решение было ратифицировано принятием закона от 28 февраля 1882 года о создании в Праге k.k. университета Карла-Фердинанда, при этом в законе само слово «разделение» не фигурировало, однако, из него следовало, что начиная с учебного года 1882/83 в Праге будет уже два университета. Кроме того, в указе присутствовал пункт о том, что чехи, окончившие чешский университет, могли поступить на государственную службу только со свободным знанием немецкого языка.
С началом учёбы полноценно раздельно начали функционировать только два факультета: философский и юридический. Каждому профессору было предложено выбрать, в каком из двух университетов он продолжит свою деятельность. Так, например, известный чешский историк Антонин Гиндели перешёл в немецкий университет. Библиотека, большой актовый зал (аула Каролинума) и ботанический сад перешли в совместное пользование обоих университетов. Оба философских факультета продолжили работу в здании Клементинума, а оба юридических факультета — в здании Каролинума. Историческая эмблема университета перешла немецкому университету, в то время как для чешского университета был создан чешскоязычный аналог.

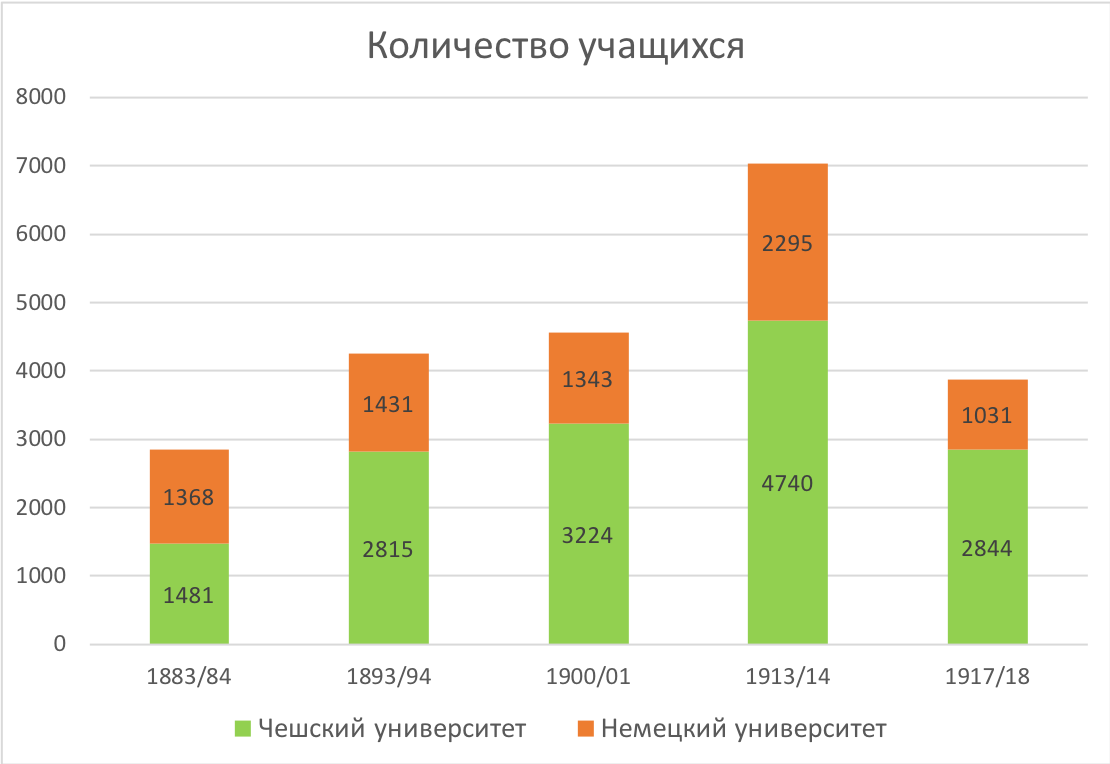
Количество учащихся в чешском и немецком университете Карла-Фердинанда в Праге по годам

Первым ректором чешского университета стал Вацлав Владивой Томек, он был избран 17 июня 1882 года восемью представителями философского и юридического факультетов (по четыре от каждого), через год его на этом посту сменил Антонин Ранда, Томек же занял место проректора. Традиция после ректорской должности переходить на должность его заместителя сохранялась в университете долгое время.
В следующий учебный год был также сформирован чешский медицинский факультет. Проблемы с учебным составом и площадями также испытывал медицинский факультет, при его создании на него перешли только три университетских профессора, потому факультету срочно пришлось искать преподавателей среди известных врачей Праги. Теологический факультет был сформирован только в 1891 году. На задержку с разделением повлиял архиепископ Праги Фридрих цу Шварценберг, считавший, что теологи должны свободно владеть обоими языками и факультет не должен быть разделён.
Произошедшее разделение в полной мере не удовлетворило обе стороны. Университетам приходилось делить здание Каролинума, используя разные входы и время лекций, так, чтобы немецкие и чешские студенты не пересекались. Прочие здания, библиотеки, лектории, лаборатории обычно отходили тому университету, в какой переходил профессор, ответственный за конкретные помещения и имущество. Большинство институтов и клиник медицинского и философского факультетов отошли немецкой стороне. Чешский университет начал свою работу, в большинстве случаев, с худшими условиями, чем его немецкий аналог. Например, профессор экспериментальной физики Винценц Строугал получил для своего физического института одноэтажный дом, одну аудиторию и две небольшие комнаты. Когда при посещении университета об этом узнал министр культов и просвещения Пауль фон Гауч, он назвал это «европейским скандалом».

### От объединения к Первой Республике: 1882—1918

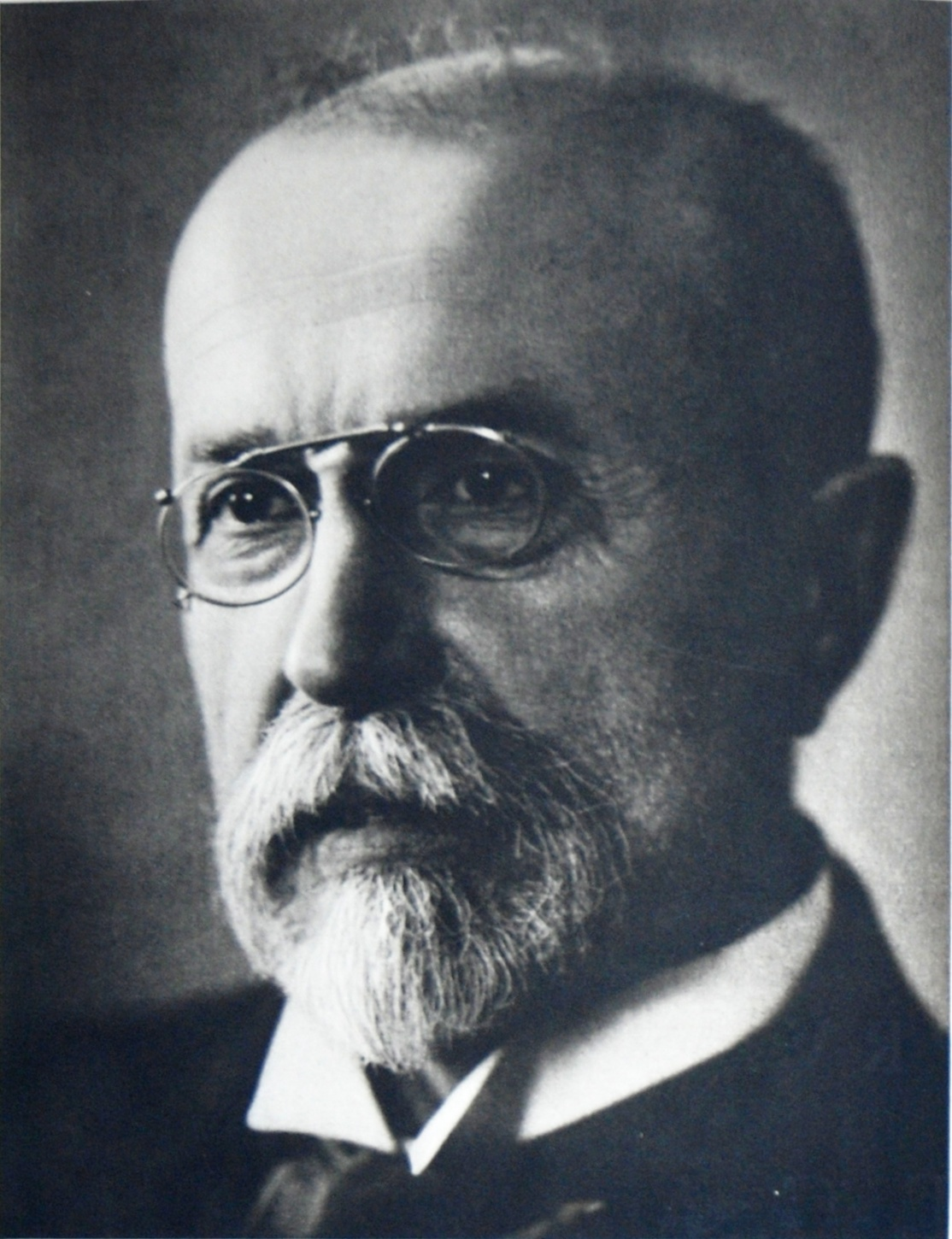
Томаш Гарриг Масарик в 1918 году

От своего создания Чешский университет постоянно испытывал нехватку площадей для учёбы, поэтому периодически некоторые чешские меценаты жертвовали университету различное имущество, а иногда и приносили в дар целые здания. Так архитектор Йозеф Главка за свой счёт в 1904 году по собственному проекту построил общежитие (позже названное Главковым, в его честь), рассчитанное на двести студентов, где они могли жить и питаться почти бесплатно, главным условием для принятия в общежитие были успехи в учёбе.
На чешском философском факультете от его основания кроме старого поколения профессоров существовало ещё и молодое, которое активно притягивало молодёжь к научной работе. Среди «молодого поколения» преподавал в будущем известный историк Ярослав Голл. Помимо истории Голл также увлекался поэзией, совместно с Ярославем Врхлицким он перевёл на чешский сборник стихотворений «Цветы зла» французского поэта Шарля Бодлера и на немецкий стихотворения Петра Безруча.
Как внештатный профессор философии, из Вены в чешский Пражский университет был приглашён Гарриг Масарик. Пост университетского преподавателя импонировал Масарику возможностью влиять на молодёжь. Лекции Масарика часто имели политическую окрашенность, он критиковал чешское общество за его провинциализм и устоявшиеся предрассудки, за что получил письменную жалобу от четырнадцати профессоров философии с просьбой об увольнении Масарика. Эта просьба не была удовлетворена, Масарик продолжил преподавать и через десять лет стал штатным профессором.
В конце XIX века в европейских университетах, включая Венский, стали проходить общественные лекции — доступные всем желающим и бесплатные. Такие лекции, однако, имели чёткое расписание и программу курса. Обычно их посещали люди среднего возраста, желающие расширить свои знания, иногда приходили и профессора других направлений. В чешском университете именно Масарик был инициатором проведения подобных лекций. Кроме самого Масарика, на философском факультете такие лекции изъявили желание проводить профессор эстетики Отакар Гостинский и профессор химии Богуслав Рейман.
Министерство культов и просвещения империи разрешило проводить открытые лекции с условием, что они будут проводиться на всех факультетах. В этом не было проблемы: на теологическом факультете вызвался преподавать профессор фундаментальной теологии и христианской философии Евжен Кадержавек, на юридическом профессор австрийской истории права Яромир Ганел, на медицинском — Йозеф Райнсберг (во время ректората которого были решены все бюрократические вопросы касательно открытых лекций) и Ярослав Глава. Открытые лекции пользовались высокой популярностью: только за первые десять лет (1899—1908) их посетило более двухсот тысяч человек, причём большинство из них не жили в Праге, а специально приезжали на лекции.
К началу XX века в университете всё ещё сохранялась традиция выбирать каждый год нового ректора с чередованием факультетов, где этот ректор преподаёт. Традиция впервые нарушилась в 1909 году, когда благодаря голосам философского факультета вместо теолога и члена ордена рыцарей креста с красной звездой Габриэля Пегачека был избран классический филолог Йозеф Краль. С тех пор всё более теряющий популярность теологический факультет каждый год выставлял кандидатуру Пегачека на выборы ректора, которые Пегачек наконец выиграл в 1917 году, став последним ректором с теологического факультета вообще.

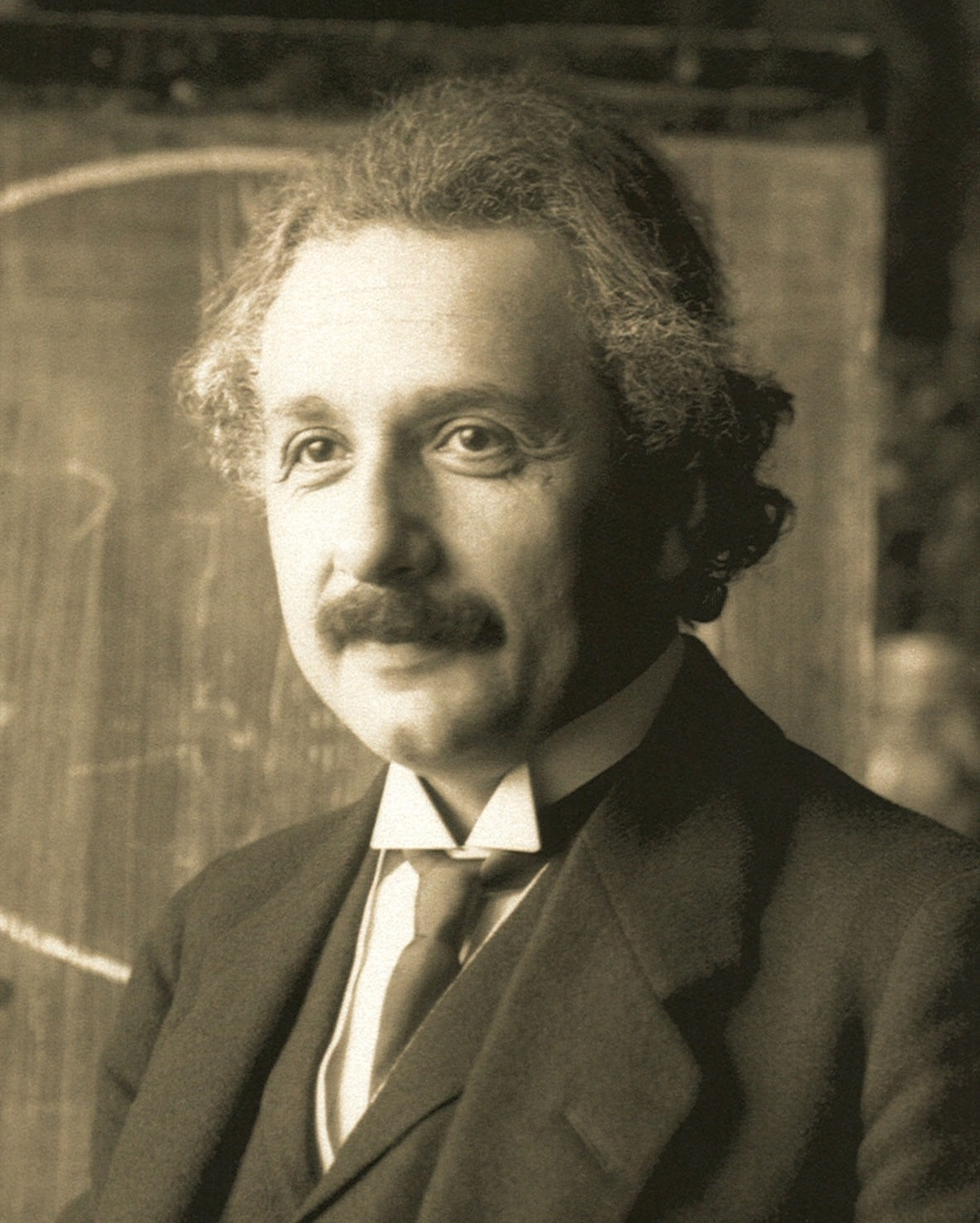
Альберт Эйнштейн в 1921 году

С начала 1880-х годов многие чешские студенты в своих политических взглядах стали отдаляться от Национальной партии («старочехов») и активно симпатизировали созданной в 1874 году Национальной партии свободомыслящих («младочехов»). Студенты новых политических взглядов объединились в обществе Slavia, с 3 мая 1889 года начали издавать свой журнал «Журнал чешского студенчества» (чеш. Časopis českého studentstvá) под редакцией известных в будущем чешских политиков Антонина Гайна и Карела Сокола. В число прогрессивного студенчества входил также Алоис Рашин, первый министр финансов Чехословакии.
С 1890-х годов университет также стал принимать на учёбу и женщин. Указом от 23 марта 1897 года женщинам разрешалось полноценно обучаться на философском факультете, а с 3 сентября 1900 года — на медицинском. На факультете права женщинам было разрешено поступать только в 1918 году. Для принятия в университет требовалось подтверждение об окончании средней школы (чеш. maturita), поэтому в это время стали повсеместно появляться женские средние училища и гимназии. Активным борцом за равноправие женщин в университете был Гарриг Масарик, чья дочь окончила университет в 1903 году. Постепенно женщины в университете стали обычным явлением и были полностью уравнены в правах.
В 1911 году в немецкий университет из Цюриха был приглашён всемирно известный физик Альберт Эйнштейн. В течение двух лет он преподавал теоретическую физику на философском факультете, после уехав в Берлинский университет, его место занял уроженец Вены Филипп Франк, в тридцатых годах покинувший университет из-за «гнетущей атмосферы», по примеру Эйнштейна эмигрировав в США.
По желанию родителей, в университет на юридический факультет поступил Франц Кафка. Будущему писателю, однако, были больше интересны лекции по философии и искусству, как и его товарищу по университету Максу Броду. Франц Кафка и Макс Брод окончили учёбу в 1906 году с титулом доктора права.
В 1915 году Карел Чапек защитил свою диссертацию по эстетике и истории искусств, а в 1918 году по теме «Электроотрицательность алюминия» защитил диссертацию одноклассник Чапека по Академической гимназии Ярослав Гейровский, будущий лауреат Нобелевской премии по химии (1959).
С началом Первой мировой войны многих студентов и некоторых преподавателей призвали на военную службу. Преподаватели французского, как граждане вражеского государства, были вынуждены покинуть университет, также как после и итальянцы. Кроме того, под военные нужды были временно приспособлены некоторые здания университета: в Клементинуме разместился лазарет, было переоборудовано несколько клиник медицинского факультета.
В 1915 году Гарриг Масарик присоединился к движению за независимость Чехословакии, за что был уволен из университета (несмотря на то, что многие профессора в тайне разделяли его взгляды, официальная позиция Австро-Венгрии была иной). 30 октября 1918 года, спустя два дня после провозглашения независимости Чехословацкой республики, Масарик был восстановлен в правах на университете решением ректора и академического сената, а 14 ноября 1918 года он был выбран президентом республики.

### Первая Республика 1918—1938
После провозглашения Первой Чехословацкой республики законом от 19 февраля 1920 года пражский чешский университет Карла-Фердинанда был переименован в Карлов университет. Также законом от 24 июня 1920 года отделением от философского было сформирован новый факультет природоведения (куда входили и математика с физикой). В комплекс университета активно добавлялись новые здания, чтобы наконец решить вопрос с нехваткой площадей. Новое здание факультета права было закончено в 1931 году, в 1934 году в него же из Каролинума переехал ректорат университета. В 1929 году было окончено строительство нового здания философского факультета, а в 1931 — теологического. Постепенно также велась реставрация самого Каролинума.
Немецкий пражский университет после провозглашения республики не был урезан в финансировании, его профессора 29 апреля 1919 года дали клятву верности новому государству, чьими гражданами они стали. Власть рассматривала немцев как национальное меньшинство, имеющие равные права со всеми жителями Чехословакии. Нацистские идеи среди чешских немцев начали постепенно распространяться в 1930-х годах, в первую очередь среди студентов, происходивших из пограничных областей, пражское же студенчество привыкло сожительствовать вместе с чехами и евреями и, в большинстве своем, не испытывало к ним никакой неприязни. Вместе с этим, когда в 1922/23 учебном году в немецком пражском университете был избран ректором Самуил Штайнгерц — первый еврей на должности ректора в немецкоговорящем вузе в истории, произошли беспорядки, так как студенты отказывались получать дипломы, вручаемые им.

### Нацистская оккупация: 1938—1945

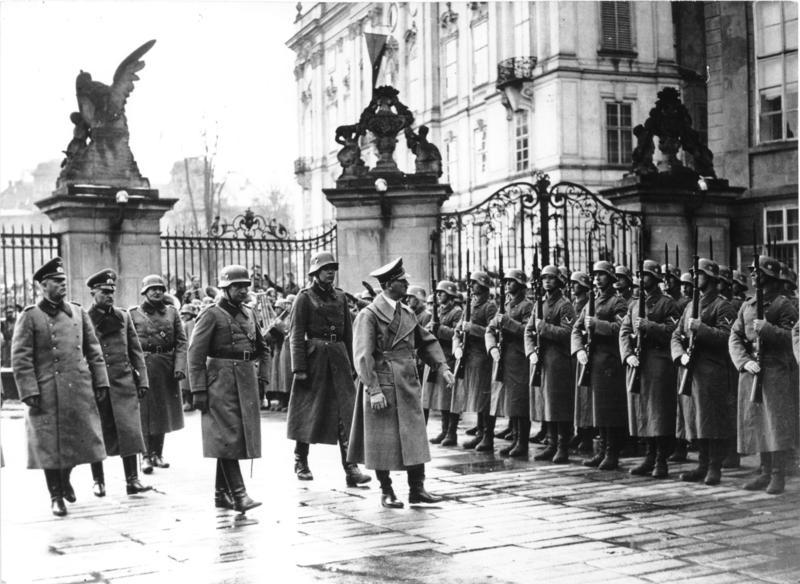
Адольф Гитлер в Пражском Граде, 15 марта 1939 года

После Мюнхенского соглашения 1938 года Судетская область Чехии отошла нацистской Германии, а Венгрия оккупировала южные и восточные регионы Словакии, после чего в Прагу и Брно вернулись практически все чешские профессора, преподававшие в Словакии. Пенсионный возраст профессоров был снижен с семидесяти до шестидесяти пяти лет. Под влиянием нацистской Германии 21 февраля 1939 года был принят закон, по которому евреям запрещалось занимать государственные посты. Все еврейские профессора и доценты были вынуждены покинуть университет. Немецкий университет стал центром нацистского влияния и партии НСДАП, 10 марта его студентами на здании Каролинума был вывешен флаг Третьего рейха.
15 марта 1939 года территория Чехословакии была оккупирована нацистской Германией, а 16 марта был объявлен Протекторат Богемии и Моравии. 28 октября 1939 года, в двадцать первую годовщину создания независимого чехословацкого государства, по центру Праги прошли демонстрации против установившегося режима, во время которых был смертельно ранен студент чешского медицинского факультета Ян Оплетал. На прощание с ним, состоявшееся 15 сентября, пришло много студентов и обычных жителей Праги. После прощания студенты вышли на улицы, вновь демонстрируя своё несогласие с протекторатом и оккупацией. После похорон Оплетала 16 сентября, в ночь на 17 сентября 1939 года, нацисты арестовали в общежитиях и на квартирах в Праге и Брно около тысячи двухсот чешских студентов (примерно восемь процентов от всего студенчества страны) и после отправили их в концентрационный лагерь Заксенхаузен, девять студентов-зачинщиков демонстраций было расстреляно рано утром. После этого, указом рейхспротектора Константина фон Нейрата все чешские высшие учебные заведения были закрыты на три года, фактически же запрет действовал до самого конца оккупации. Всем оставшимся чешским студентам было приказано освободить общежития, впоследствии многих из них принуждали работать на военных предприятиях Германии.

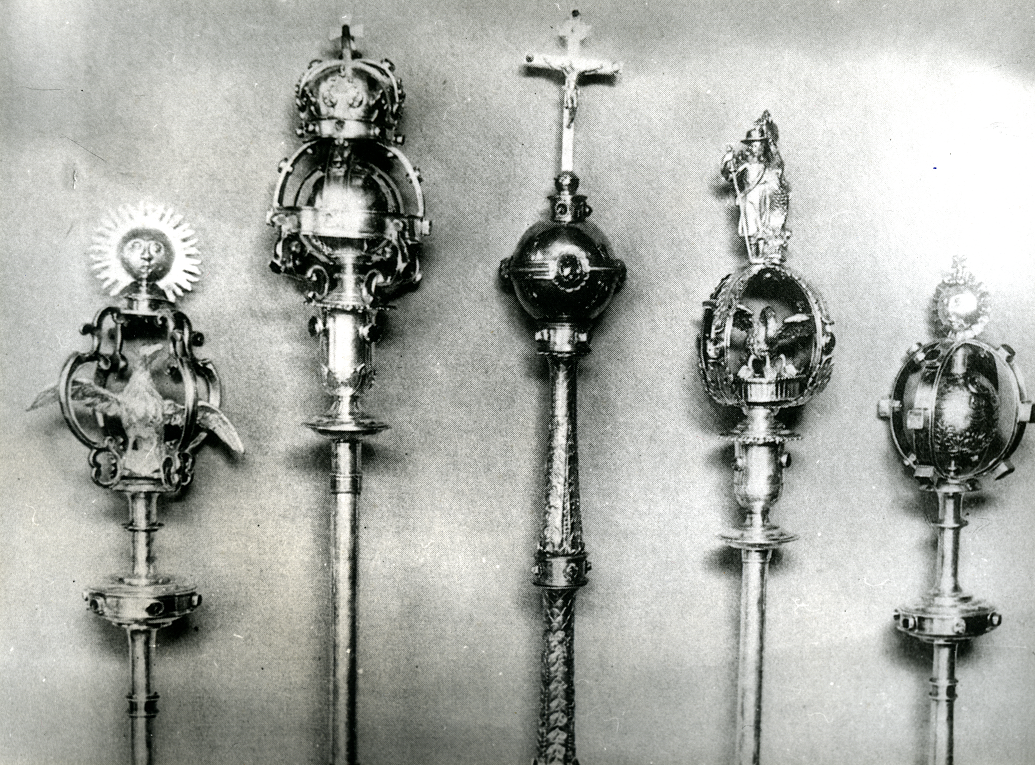
Деталь знака отличия Карлова университета. Слева направо: скипетры теологического факультета, юридического, ректора, медицинского и философского

Террор, направленный против чешской научной интеллигенции и студенчества поразил людей даже в отдалённых странах. Множество университетов по всему миру, включая латиноамериканские, осудили эти действия. Общим международным ответом, подписанным членами семнадцати государств, стал провозглашённый Британским союзом студентов памятный день — 17 ноября стало международным днём студентов, первая годовщина которого состоялась 17 ноября 1941 года, когда в Лондоне прошла большая демонстрация. Подобные демонстрации стали проводиться ежегодно, а 17 ноября стало символом борьбы не только с нацизмом, но и с любым тоталитаризмом. В будущем, пражская демонстрация 17 ноября 1989 года ознаменовала собой конец коммунистического режима в Чехословакии.
После закрытия чешскоговорящих вузов, чешский Карлов университет перестал существовать как учебное заведение, однако он оставался финансовым и экономическим субъектом. Ректором университета был лингвист Бедржих Грозный, сохранявший за собой этот пост всё время оккупации и продолжавший научную деятельность. Большинство профессоров было отправлено в бессрочный отпуск, впоследствии некоторых из них также депортировали в концлагеря. Всего за время оккупации погибло двадцать три университетских профессора. Освобождавшиеся здания университетов нацисты приспособляли под свои нужды. Так, в здании юридического факультета разместилась комендатура СС.
В конце войны в 1945 году нацисты похитили знаки отличия Карлова университета (цепь ректора, печать университета, исторические скипетры отдельных факультетов университета, исторические учредительные документы, исторические книги и документы и т. д.) Ни один из этих исторических предметов не найден до сих пор.

### Коммунистический период: 1945—1989
После окончания Второй Мировой войны чешский Карлов университет быстро вновь приступил к работе: с 1 июня по 7 сентября 1945 года в чешских вузах страны проводился внеплановый укороченный летний семестр, а в следующем учебном году, начавшемся 22 октября прошли выборы ректора и университет вернулся к полноценному учебному процессу. Изменившееся отношение к чешским немцам после войны радикально поменяло их статус в республике: декретом президента Эдварда Бенеша от 18 октября 1945 года был закрыт немецкий Карлов университет и все прочие высшие немецкие учебные заведения в стране. Само немецкое население вскоре было депортировано.
В течение небольшого периода третьей Чехословацкой республики от окончания войны до 1948 года университет претерпел реорганизацию: в 1945 году в Пльзене и Градце-Кралове были открыты филиалы медицинского факультета, в 1953 году преобразованные в самостоятельные факультеты. В 1945 году началась реконструкция здания Каролинума, состоявшая из нескольких этапов и полностью завершившаяся в 1968 году.
В первые послевоенные десятилетия университет также активно расширял количество своих факультетов. Недавно созданный педагогический факультет в 1955 году был преобразован в самостоятельную Высшую Педагогическую школу, которая, однако, опять вошла в состав университета в 1964 году. Медицинский факультет в 1953 году был разделён на три: факультет общей медицины (включая стоматологию), факультет детской медицины и факультет гигиены (в том числе и эпидемиологии). Факультет природоведения в 1952 году также был разделён на три факультета: физико-математический (включая химию), биологический и геолого-географический. Такое разделение плохо показало себя на практике и в 1959 году вновь был создан факультет природоведения из кафедр химии и факультетов биологии и геолого-географического. В 1957 году был основан институт физической культуры и спорта, преобразованный в полноценный факультет в 1965 году.

В результате февральского переворота в Чехословакии в 1948 году к власти пришла Коммунистическая партия Чехословакии, 9 мая 1948 года была принята новая конституция. Президент республики Эдвард Бенеш отказался её подписать и ушёл в отставку 7 июня 1948 года, после чего 14 июня пост президента занял Клемент Готвальд. Две тысячи несогласных с событиями февральского переворота студентов вышли на демонстрацию 25 февраля 1948 года по Нерудовой улице вверх к Пражскому Граду, где заседало правительство страны. Эта демонстрация была быстро разогнана полицией, 118 участников были арестованы и приговорены к заключению на срок от двух до четырнадцати суток.
После прихода к власти коммунистов начались активные чистки в том числе и в профессорской среде. Ректор Карлова университета Карел Энглиш добровольно ушёл в отставку 26 февраля 1948 года, тем самым фактически избавив себя от принудительного увольнения. Карел Энглиш был снят со всех прочих постов в университете 31 марта 1951 года. Некоторые профессора эмигрировали в западные страны, чтобы продолжать научную и учебную деятельность.
Чистки проводились и среди студентов. Некоторых отстраняли от учёбы за «не принадлежность к определённым классам» или же за политические взгляды, противоречившие наступившему режиму. Результаты чисток были катастрофическими — больше четверти студентов вынуждены были покинуть университеты.
В 1948 году университет праздновал своё шестисотлетие. В честь юбилея было решено присвоить звание почётного доктора сорока именитым профессорам со всего мира. Однако, в знак несогласия с февральским переворотом тринадцать из них отказалось приехать, в том числе изобретатель пенициллина Александр Флеминг.

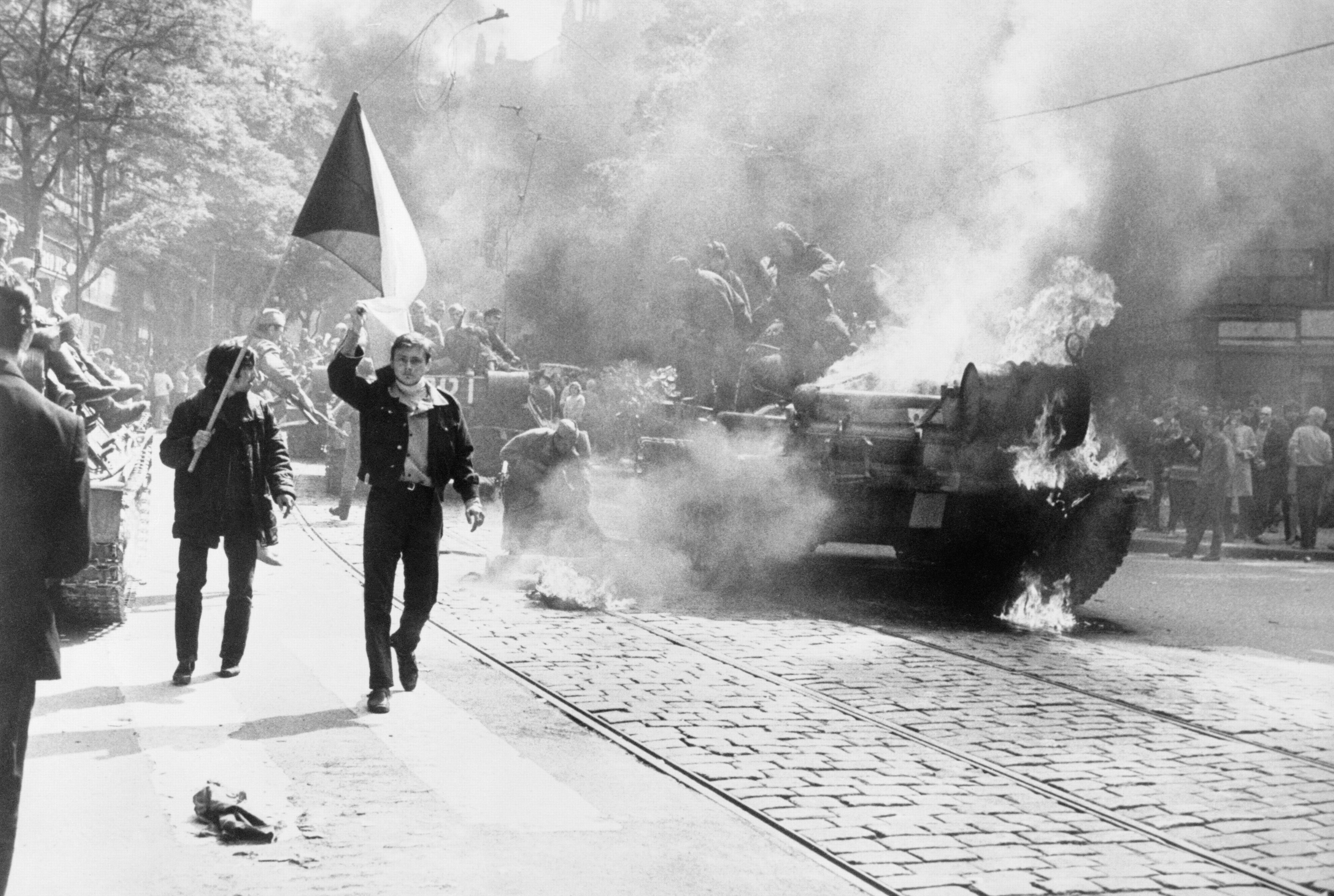
Чешские демонстранты на фоне советского горящего танка, 1968 год

Постепенно, политический климат в стране стал улучшаться и в 1968 году произошла т. н. «Пражская весна» — активное движение к расширению прав и свобод граждан, продвигаемое новоизбранным первым секретарём ЦК КПЧ Александром Дубчеком. Это движение было жестоко подавлено вводом войск в Чехословакию 21 августа 1968 год. В знак выражения несогласия с действиями советский войск студент философского факультета Карлова университета Ян Палах 16 января 1969 года совершил самосожжение на Вацлавской площади у подножия здания музея. Спустя несколько дней студент скончался от полученных травм. На прощание с Яном Палахом 25 января вышло огромное количество людей самых разных сословий.
После событий 1968 года в Чехословакии началась политика нормализации, фактически представлявшая собой возвращение к прежней системе и отмену либеральных реформ. Прошли очередные волны чисток и эмиграции профессоров. По закону, принятому 10 апреля 1980 года все профессора, деканы и ректоры университетов становились государственными служащими и напрямую назначались государством, практика выбора деканов и ректоров самими работниками университетов была полностью отменена и возвращена только после событий 1989 года .
Новый кардинальный перелом произошёл 17 ноября 1989 года (в пятидесятую годовщину дня студенчества): крупная студенческая манифестация против действующей власти, начавшаяся в пражском районе Альбертов и прошедшая по Национальному проспекту, вызвала подъём всего чехословацкого общества и в итоге привела к падению коммунистического режима в стране. Вскоре прошла «Бархатная революция», в которой как студенты университета, так и его преподаватели, сыграли большую роль: издавали журналы с критикой действующей власти, рисовали агитационные плакаты, проводили демонстрации. В декабре 1989 года президентом республики был назначен Вацлав Гавел.

### Настоящее время: с 1989

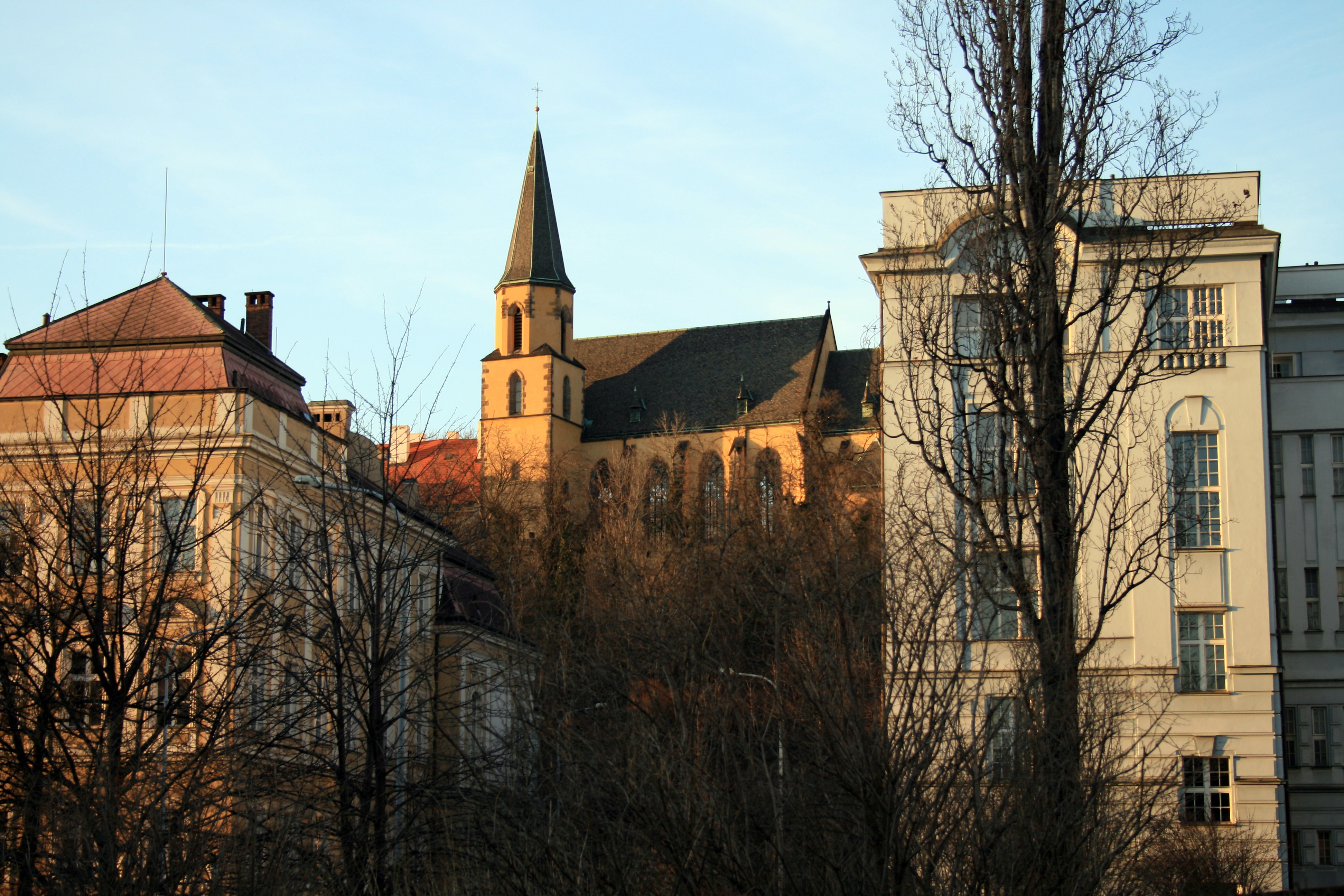
Медицинские корпуса в пражском районе Альбертов

В 1990 году в состав университета были включены три теологических факультета: католический, евангелистский и гуситский. Три пражских медицинских факультета теперь стали обозначаться цифрами (первый, второй и третий), с сохранением изначальной тематической направленности, введённой в 1953 году. По-прежнему действуют факультеты в Пльзене и Градце-Кралове. Для практики к медицинским факультетам приписаны некоторые пражские больницы, так, например, больница в Мотоле относится ко второму медицинскому факультету (факультету педиатрии). C 1992 года на всех медицинских факультетах по всем направлениям также осуществляется обучение на английском (на платной основе).
Факультет журналистики расширился и теперь предоставляет различные экономические программы, в связи с чем он был переименован в факультет социальных наук. В 2000 году институт гуманитарных наук был расширен до полноценного факультета, став семнадцатым факультетом университета.
Архив университета получил статус института, официально называющийся «Институт истории Карлова университета и архив Карлова университета» (чеш. Ústav dějin Univerzity Karlovy a Archiv Univerzity Karlovy). Также с наступлением компьютерной эры в университете возник институт вычислительной техники (чеш. Ústav výpočetní techniky). В 1990 году университет обзавёлся собственным издательством «Каролинум» (чеш. Nakladatelství Karolinum), которое за двадцать лет разрослось в крупную организацию, выпускающую научную литературу, научно-популярную, монографии, а также периодику.

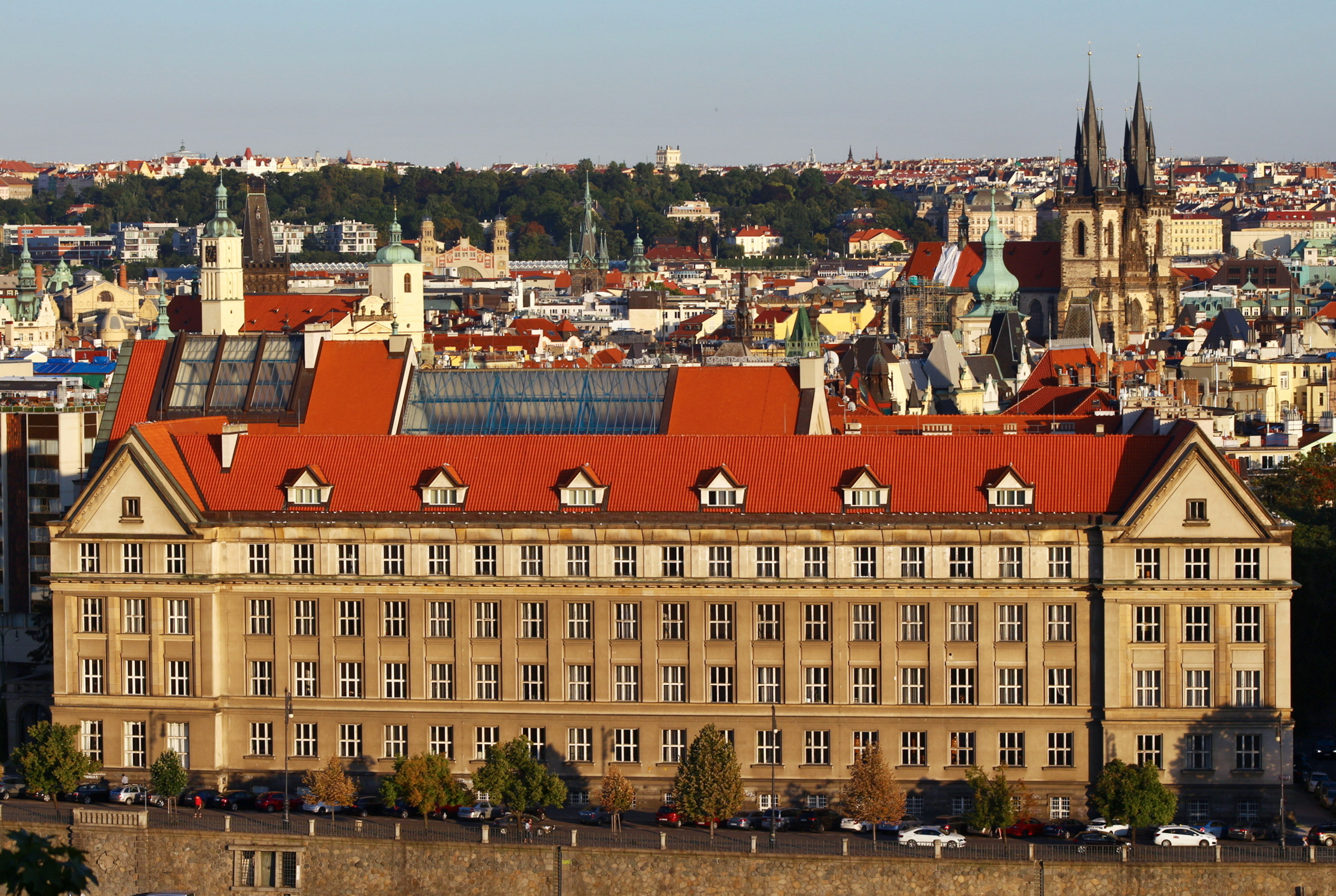
Здание факультета права, 2011 год

Институт языковой и профессиональной подготовки, возникший в 1974 году как организация по обучению чешскому языку иностранцев (для последующего поступления в вузы страны) в XXI веке расширился и теперь предоставляет также различные курсы повышения квалификации.
В 1991 году в итальянской Болонье состоялся саммит двадцати девяти европейский стран (в том числе и Чехии), на который от каждой страны приехал министр образования. По итогам саммита была подписана декларация, призванная стандартизировать образование в европейских вузах и облегчить переезды между ними как для студентов, так и для профессоров. Были также установлены три единые ступени вузовского образования: бакалавриат, магистратура и докторантура.
Болонский процесс является своеобразным дополнением к созданной в 1987 году программе по обмену студентов в Европе «Erasmus», в рамках которой около двадцати пяти тысяч студентов Карлова университета смогли получить опыт обучения в другой стране.
Большой популярностью в Карловом университете сейчас пользуются медицинские факультеты, где учится около 8 тыс. студентов, также популярны философский (около 6,5 тысяч) и юридический (около четырёх). Самый большой конкурс при поступлении по психологической специализации — свыше 30 человек на место.
21 декабря 2023 года на философском факультете университета произошла стрельба с погибшими.

## Факультеты университета

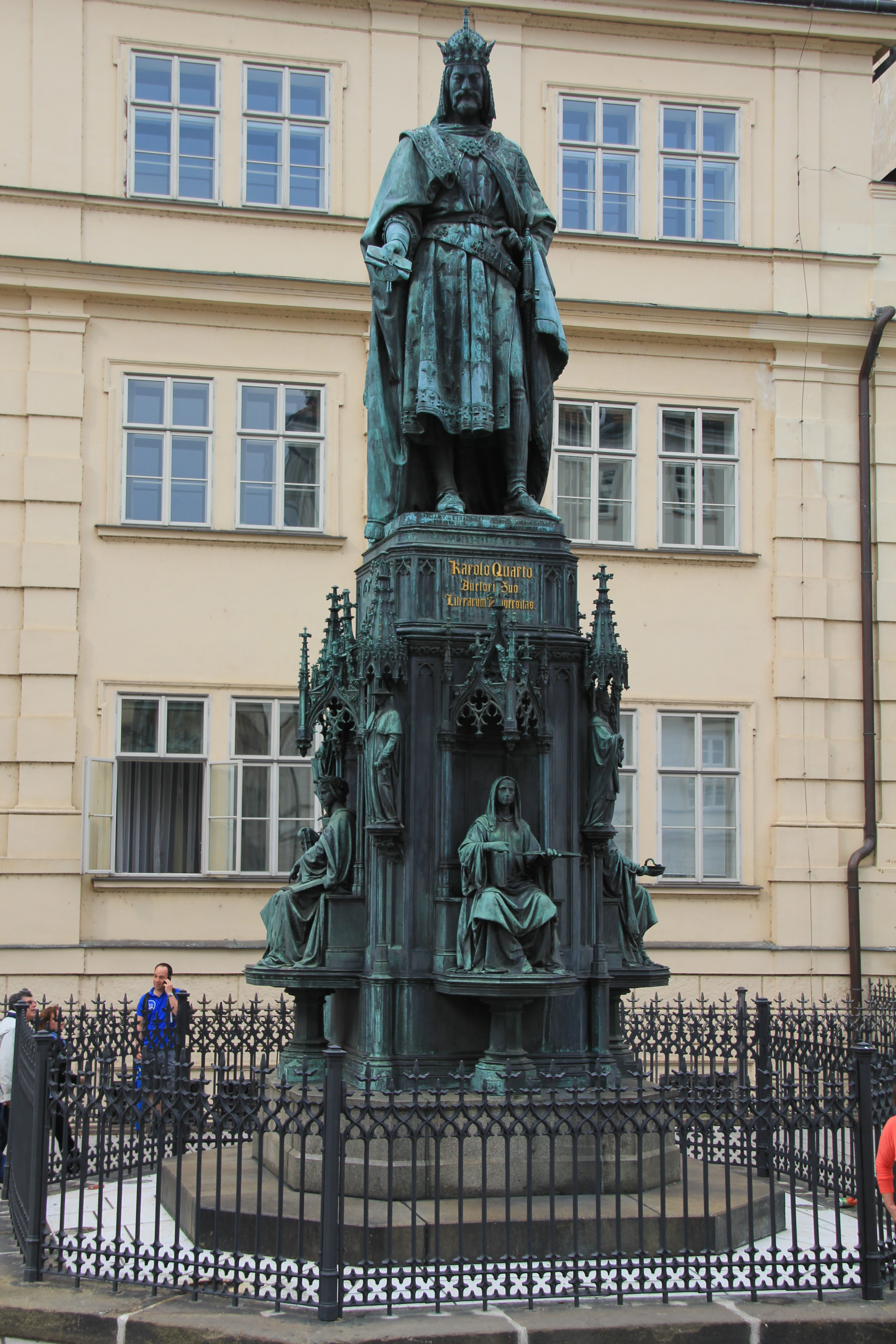
Памятник Карлу IV

- три теологических (католический, евангелистский и гуситский);
- пять медицинских (из них три в Праге, по одному в Пльзене и Градце-Кралове);
- фармацевтический факультет в Градце-Кралове;
- физико-математический (физика, математика, информатика);
- юридический;
- философский;
  - Институт общей лингвистики
  - Институт этнологии
  - Институт транслатологии (переводоведения)
  - Институт философии и религиоведения
  - Институт фонетики
  - Кафедра логики
  - Кафедра педагогики
  - Кафедра театроведения
  - Кафедра киноведения
  - Кафедра физической культуры
  - Кафедра психологии
  - Кафедра социологии
  - Языковой центр
  - и другие
- педагогический;
- социальных наук (экономика, менеджмент, журналистика, дизайн, международные отношения);
  - Институт политологии и международных отношений (Международные отношения, Политология)
  - Институт международных страноведений (Международное страноведение)
  - Институт экономических наук (Экономическая теория, Экономика)
  - Институт социологии (Социология и социальная политика)
  - Институт коммуникации и журналистики (СМИ (массмедиа) и коммуникация, журналистика)
- природоведческий;
- физической культуры и спорта (менеджмент);
- Факультет гуманитарных наук Карлова университета

## Также в составе университета
- Институт языковой и профессиональной подготовки — подготовка зарубежных абитуриентов к обучению в чешских вузах, сертификация по чешскому языку
- Европейский информационный центр
- Центр по вопросам экологии
- Библиотека
- Вычислительный центр